# Iluminación de libros carolingios

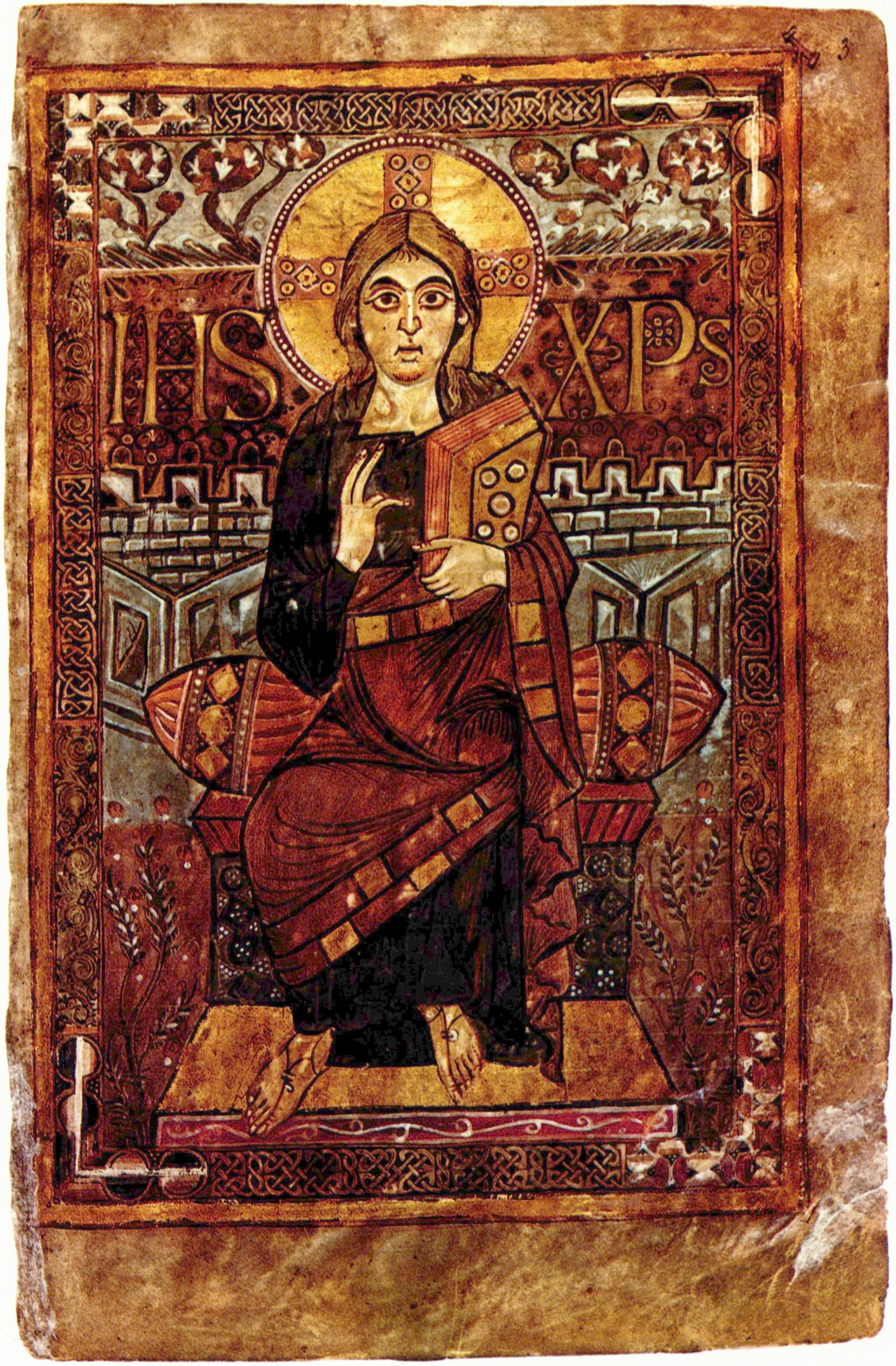
Representación de Maiestas Domini en el Evangeliario de Godescalco (probablemente Aquisgrán, 781/783)

La iluminación o ilustración carolingia de libros es el término utilizado para describir la iluminación de libros desde finales del siglo VIII hasta finales del IX que se originó en el Imperio carolingio o franco. Mientras que la anterior iluminación de libros merovingia era puramente monástica, la carolingia se originó en las cortes de los reyes francos y en las residencias de obispos importantes.
El punto de partida fue la escuela de la corte de Carlomagno en el palacio de Aquisgrán, a la que están adscritos los manuscritos del grupo del Evangeliario de Ada (debe su nombre a la patrona Ada, descrita en varias fuentes como hermana de Carlomagno y abadesa). Al mismo tiempo, y probablemente en el mismo lugar, existía la escuela del palacio, de influencia bizantina. Los códices de esta escuela también se denominan grupo del Evangeliario de la Coronación de Viena por su manuscrito principal. A pesar de todas las diferencias estilísticas, ambas escuelas pictóricas tienen en común un compromiso directo con el lenguaje formal de la antigüedad tardía y un esfuerzo por lograr una claridad de la imagen de la página hasta entonces inédita. Tras la muerte de Carlomagno, el centro de la pintura de libros se trasladó a Reims, Tours y Metz. Mientras que en la época de Carlomagno dominaba la escuela de la corte, las obras de la escuela de palacio tuvieron una mayor acogida en los centros posteriores del arte del libro.
El apogeo de la iluminación carolingia terminó a finales del siglo IX. A partir de entonces, se desarrolló una escuela francosajona que volvió a adoptar cada vez más formas de la antigua ilustración de libros insulares (Irlanda y Reino de Northumbria) antes de que se iniciara una nueva época con la ilustración de libros otonianos a partir de finales del siglo X.

## Fundamentos de la ilustración carolingia

### Marco temporal y geográfico
La asignación del arte carolingio a una época es inconsistente: a veces se considera una época artística por derecho propio pero más a menudo se combina con otros estilos de los siglos V a XI como arte altomedieval o con el arte otomano como prerrománico, a veces ya incluido en la época románica como románico temprano. El arte carolingio estaba fuertemente ligado a la respectiva casa gobernante y limitado al dominio de los carolingios, es decir, al imperio franco. Las regiones artísticas que se encuentran fuera de esta zona no se cuentan como arte carolingio. Un caso especial es el del imperio lombardo, que Carlomagno logró conquistar en 773/774 pero que continuó con sus propias tradiciones culturales que tuvieron una fuerte influencia en el arte carolingio. A la inversa, los impulsos del renacimiento carolingio también tuvieron efecto en Italia, especialmente en Roma.
La elección de Pipino el Breve como rey de los francos en el año 751 marca el inicio de la dinastía real carolingia, pero el arte carolingio independiente sólo comenzó bajo Carlomagno, que era el único gobernante del Imperio franco desde el año 771 y fue coronado emperador en el 800. El primer magnífico manuscrito encargado por Carlomagno entre 781 y 783 fue el Evangeliario de Godescalco. Tras la muerte de Luis Pio, sucesor de Carlomagno, el imperio se dividió en las tres partes de Francia Occidental, Francia Oriental y Francia Media en el Tratado de Verdún de 843. Francia media sufrió varias divisiones más en las décadas siguientes, y algunos territorios cayeron en manos de los francos occidentales y orientales, mientras que otros en Lorena, Borgoña e Italia se convirtieron en reinos y ducados independientes.
Con la muerte de Luis IV de Alemania, apodado el Niño, el linaje de los carolingios francos orientales se extinguió en 911. Conrado I de Alemania, de la dinastía Conradina, fue elegido como nuevo rey. Tras su muerte, los grandes francos y sajones eligieron a Enrique I de Sajonia como rey franco oriental en 919. Con el traspaso de la realeza a la dinastía sajona deLiudolfo, más tarde conocida como los otones, el centro de la producción artística también se trasladó a la Franconia oriental, donde el arte otón desarrolló un carácter propio. En el oeste de Francia, tras la muerte de Luis V de Francia en 987, la realeza pasó a manos de Hugo Capeto y, por tanto, a la dinastía de los Capetos. El florecimiento del arte carolingio, sin embargo, terminó en toda la región franca ya a finales del siglo IX; las obras posteriores, escasas y menos importantes, volvieron en su mayoría a las tradiciones más antiguas.

### Artistas y mecenas

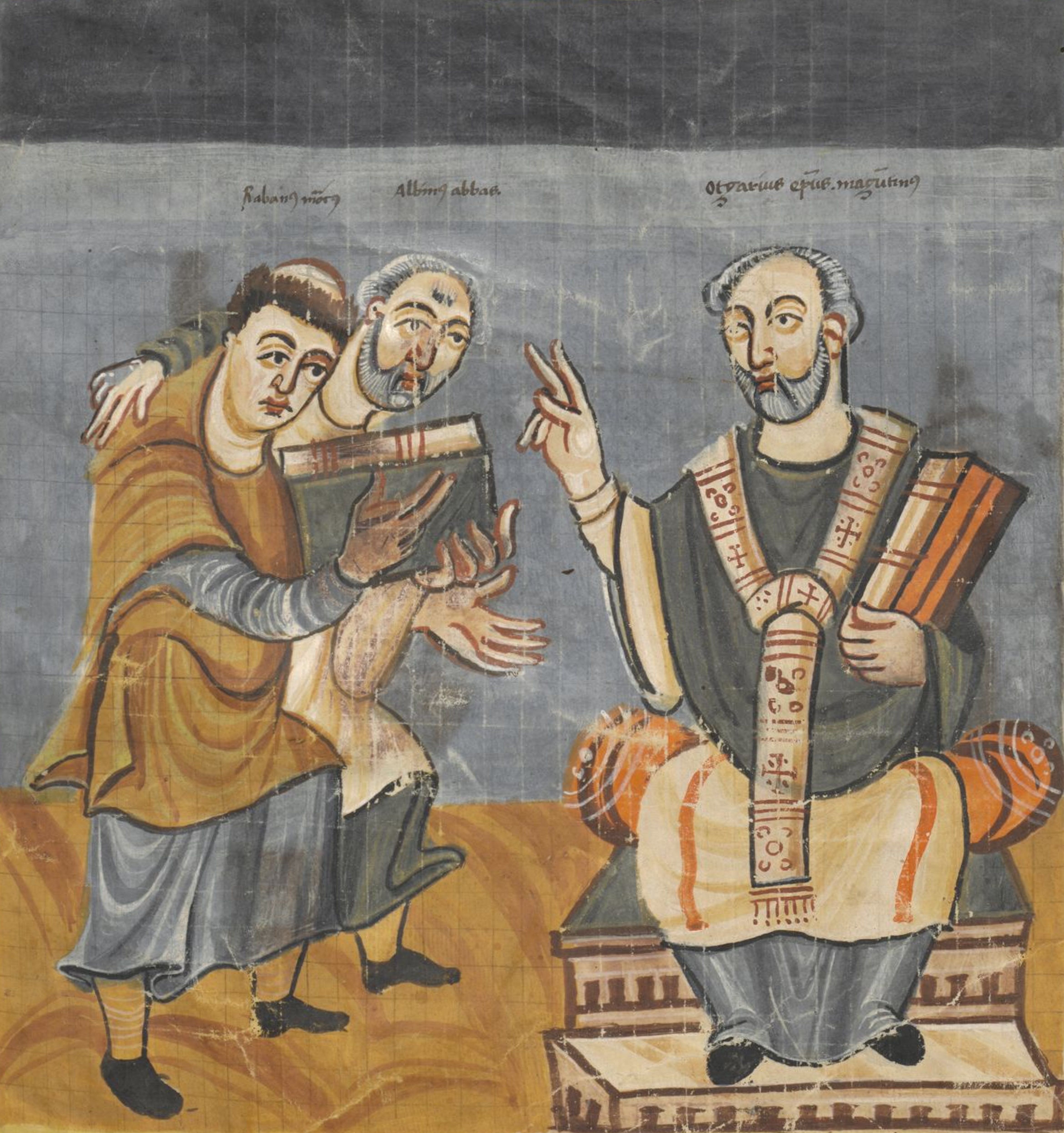
Rabano Mauro, apoyado por Alcuino, entrega su obra a San Martín de Tours, más tarde llamado erróneamente Arzobispo Otgar de Maguncia (Fulda, alrededor de 840).

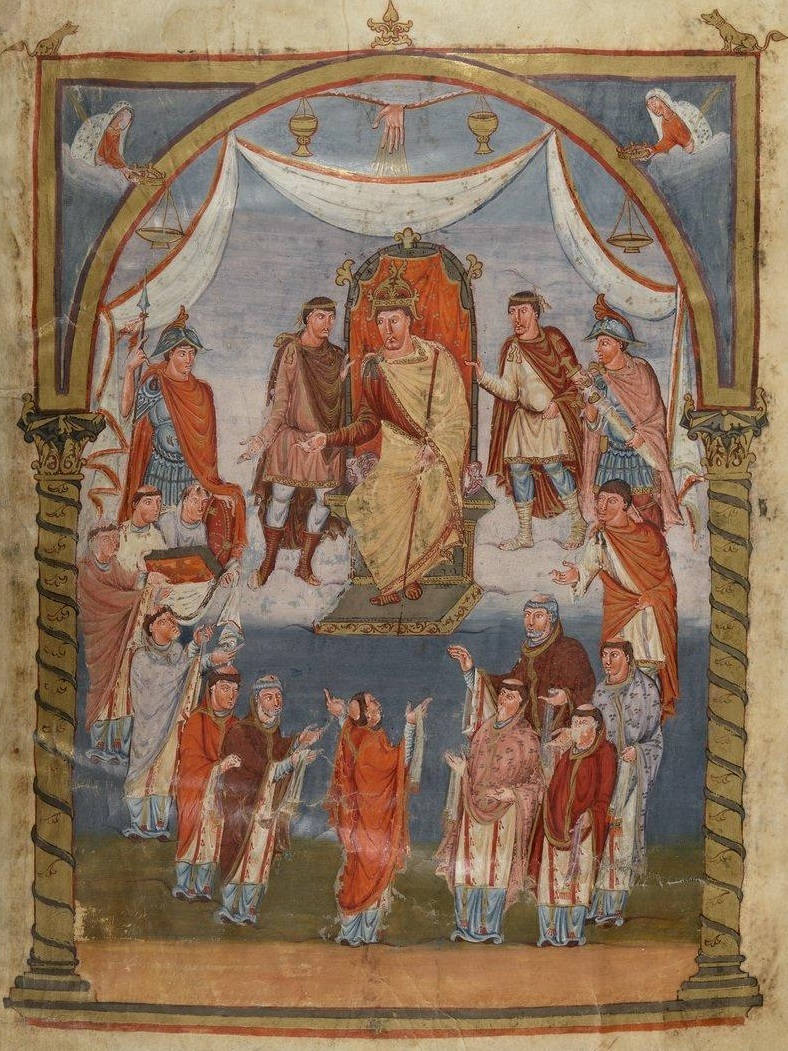
Representación de Carlos el Calvo en la Biblia de Vivian, sobre él la mano de Dios (Tours, 845/846)

Mientras que los monasterios eran los únicos responsables de la producción de libros en la época merovingia, el renacimiento carolingio se inició en la corte de Carlomagno. El Evangeliario de Godescalco, el Salterio de Dagulfo, así como un manuscrito sin adornos, dan testimonio de Carlomagno como mecenas en poemas dedicados y colofones. Incluso entre los sucesores de Carlomagno, los talleres de corta duración estaban vinculados a las cortes de los emperadores y reyes carolingios o a las de importantes obispos estrechamente relacionados con la corte real. Sólo el monasterio de Tours siguió siendo productivo durante décadas hasta su destrucción en el año 853.
La mayoría de los libros litúrgicos estaban destinados a la corte real. Algunos de los códices más preciados sirvieron como regalos de honor, por ejemplo el Salterio del Dagulfo fue planeado como un regalo de Carlomagno al papa Adriano I, aunque nunca fue entregado debido a la muerte de éste. Un tercer grupo de manuscritos se elaboró para los monasterios más importantes del imperio con el fin de llevar los impulsos religiosos y culturales que emanaban de la corte imperial al interior del imperio. Así, el Evangeliario de Saint-Riquier estaba destinado al yerno de Carlomagno, Angilberto de Centula, abad laico de Saint-Riquier, y en el año 827, Luis el Piadoso donó el Evangeliario de Soissons de la escuela de la corte de Carlomagno a la iglesia de Saint-Médard de Soissons. Por el contrario, en 846, el monasterio de Touronia, bajo el abad Vivian, donó la Biblia de Vivian a Carlos el Calvo, quien probablemente la donó a la catedral de Metz en 869/870.
Son pocos los iluminadores de la Alta Edad Media que pueden ser identificados por su nombre. En un manuscrito ilustrado de Terencio, posiblemente de Aquisgrán, uno de los tres pintores, Adelrico, ocultó su nombre en el ornamento de una miniatura. Según sus propias declaraciones, el erudito monje de Fulda Brun Candidus, que había pasado algún tiempo en la escuela de la corte de Aquisgrán bajo la dirección de Eginardo, pintó el ábside occidental de la basílica de Ratgar, consagrada en 819, sobre el sarcófago de Bonifacio en el monasterio de Fulda. Esto podría haberle dado un papel importante en la escuela de pintura de Fulda en la primera mitad del siglo IX. Por lo tanto, es hipotético, pero no improbable, que también fuera activo como pintor de libros e ilustrara la vida del abad Eigil de Fulda, que él mismo escribió.
Más a menudo que los pintores, el escriba de un manuscrito se nombraba a sí mismo en una dedicatoria o en el colofón. El Evangeliario de Godescalco y el Salterio de Dagulfo recibieron el nombre de los escribas de los manuscritos. Ambos se refieren a sí mismos como capellanes (capellani), lo que indica que el scriptorium de la escuela de la corte de Carlomagno estaba relacionado con la cancillería. En el Codex Aureus de San Emmeram, los monjes Liuthardo y Beringer se nombran a sí mismos como escribas. Cuanto más pequeño era un scriptorium y cuanto menor era el grado de iluminación de los libros, más probable es que el escriba también realizara la ilustración.

### El libro en la época carolingia y su transmisión

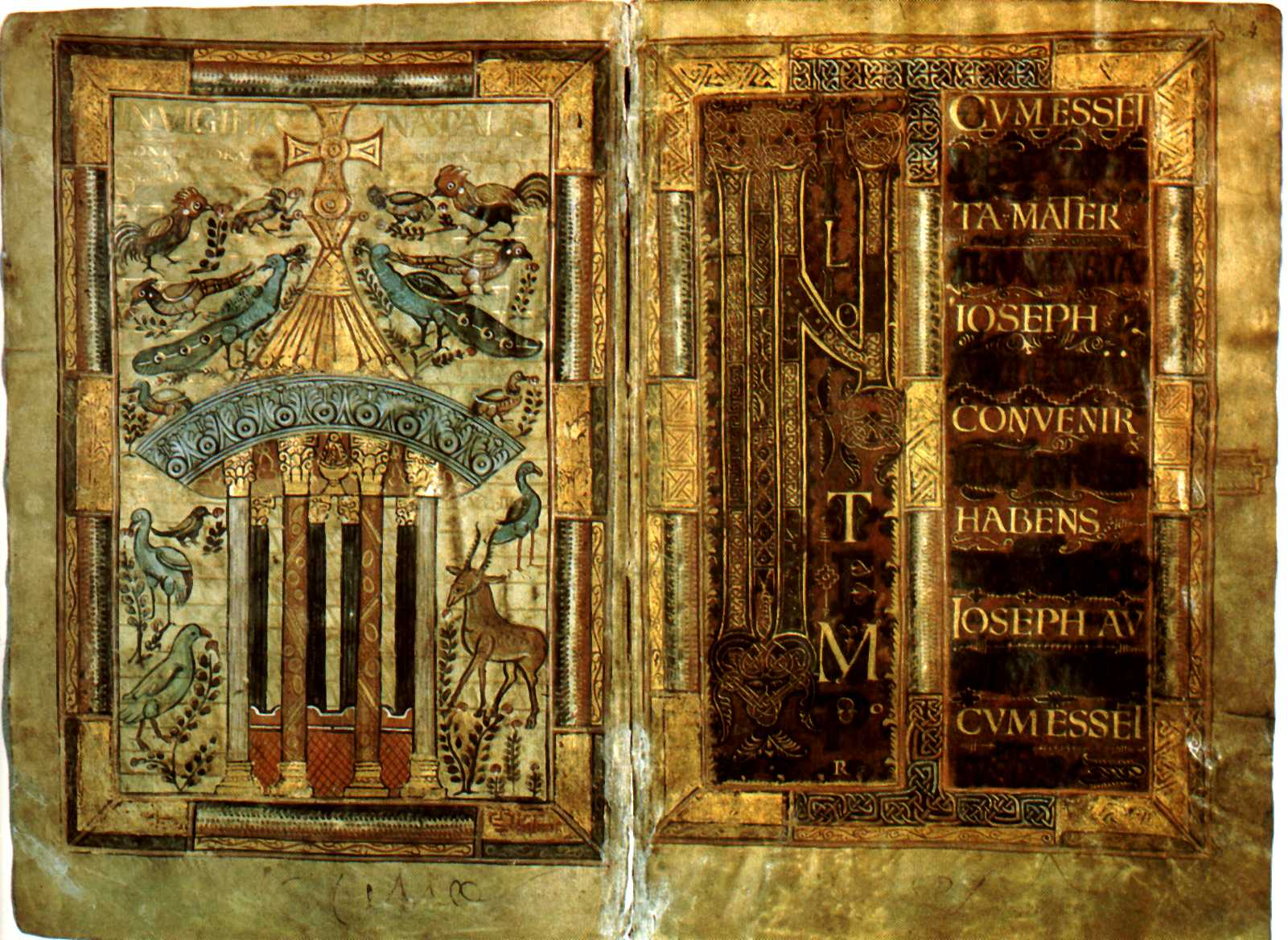
Evangeliario de Godescalco (probablemente Aquisgrán, entre 781 y 783), fuente de vida e inicial (3^{v}/4^{r})

El libro, producido mediante un proceso intensivo de trabajo con materiales caros, era un artículo de lujo claramente precioso. Todos los manuscritos carolingios están escritos en pergamino; el más barato papel no llegó a Europa hasta el siglo XIII. Manuscritos especialmente representativos, como el Evangeliario de Godescalco, el Evangeliario de Soissons, el Evangeliario de la Coronación, el Evangeliario de Lorsch y la Biblia de San Pablo, fueron escritos con tinta de oro y plata sobre pergamino de color púrpura. Sus portadas estaban adornadas con paneles de marfil enmarcados en orfebrería con piedras preciosas. En las miniaturas predomina la pintura opaca en color; los dibujos a pluma y tinta - en su mayoría coloreados - son más raros.

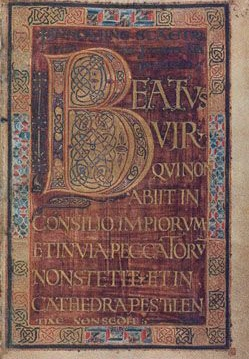
El Salterio de Dagulfo (Aquisgrán, antes de 795) no contiene decoración pictórica pero fue escrito con tinta dorada y plateada sobre pergamino de color púrpura.

Se conservan unos 8.000 manuscritos de los siglos VIII y IX. Es difícil calcular la magnitud de las pérdidas de libros debidas a las invasiones normandas, las guerras, la iconoclasia, los incendios y otras causas violentas, al desprecio o la reutilización del pergamino como materia prima. Los inventarios conservados proporcionan información sobre el tamaño de algunas de las mayores bibliotecas. Por ejemplo, el inventario de libros de la abadía de San Galo pasó de 284 a 428 en la época carolingia, la abadía de Lorsch poseía 590 manuscritos en el siglo IX y la biblioteca de la abadía de Murbach 335. Los testamentos permiten hacerse una idea del alcance de las bibliotecas privadas. Los 200 códices legados por Angilberto a su monasterio de Saint-Riquier, entre los que se encontraba el Evangeliario de Saint-Riquier, podrían ser una de las mayores bibliotecas. Eccard de Mâcon legó a sus herederos una veintena de libros. Se desconoce el tamaño de la biblioteca de Carlomagno, que fue vendida tras su muerte de acuerdo con sus disposiciones testamentarias. La biblioteca de Aquisgrán contenía todas las obras tangibles esenciales y numerosos manuscritos ilustrados, entre ellos muchos libros romanos, griegos y bizantinos.
La mayoría de los manuscritos no estaban ilustrados en absoluto y un pequeño número no estaba muy bien ilustrado. Por lo general, sólo pocas obras principales de la ilustración carolingia se encuentran en la literatura de historia del arte. Los valiosos y espléndidos manuscritos, sobre todo si eran libros litúrgicos, gozaban siempre de un trato preferente. Los códices más exclusivos no eran literatura utilitaria, sino que pertenecían al tesoro de la iglesia como utensilios litúrgicos o servían principalmente para fines representativos, como sugieren los rastros de uso, a menudo leves. Las ilustraciones en pergamino, muy duraderas, estaban bien protegidas de las influencias externas en un libro cerrado, y durante mucho tiempo los códices no se guardaban en estanterías abiertas, sino en cofres, y más raramente en armarios con cerradura. Así, los manuscritos ilustrados del periodo carolingio en particular han sobrevivido en un número relativamente grande y muchas miniaturas han sobrevivido los últimos doce siglos en muy buen estado. La mayoría de los manuscritos ilustrados que han sobrevivido se han conservado en su totalidad, mientras que son raros los fragmentos de manuscritos. El hecho de que exista un número considerable de manuscritos ilustrados perdidos demuestra que las ilustraciones posteriores son la consecuencia de imágenes originales no conservadas. En algunos casos, se atestiguan códices ilustrados que ya no existen: por ejemplo, un "salterio de oro" de la reina Hildegarda de la primera época de la iluminación carolingia.
En cambio, el oro de las cubiertas de los libros, fácil de fundir, sólo han resistido las agresiones de los tiempos posteriores en muy pocos casos. Lo más frecuente es que se conserven las placas de marfil de las encuadernaciones pero en ningún caso en relación con el códice que decoraban originalmente. Las cinco láminas del Evangeliario de Lorsch se encuentra actualmente en el Museo Vaticano. Al menos la placa inferior de marfil no es una obra carolingia, sino un original de la antigüedad tardía, como demuestra una inscripción en su reverso. Los únicos paneles de marfil que pueden fecharse con certeza son los del Salterio de Dagulfo, que se describen con detalle en su poema dedicatorio y que, por tanto, podrían identificarse con dos paneles del Louvre de París. La ilustración de libros estaba estrechamente relacionada con la talla de marfil. Estas obras de arte de pequeño formato y fácilmente transportables desempeñaron un importante papel como transmisoras del arte antiguo y bizantino. En cambio, sólo se conservan algunos fragmentos de escultura carolingia de gran tamaño; las obras de orfebrería han sobrevivido algo mejor. En relación con la ilustración de libros, resulta especialmente interesante la portada del Codex aureus de San Emmeram de la escuela de la corte de Carlos el Calvo.
Debido a su relativo buen estado de conservación, la ilustración de libros y las pequeñas esculturas carolingias son de mayor importancia para la historia del arte que las de otros periodos, ya que todos los demás géneros artísticos del periodo carolingio están extremadamente mal conservados. Esto es especialmente cierto en el caso de la pintura mural monumental, que fue el género principal de la pintura carolingia, al igual que en los periodos posteriores otoniano y románico. Se puede suponer que todas las iglesias, así como los palacios, estaban pintados con frescos; sin embargo, los mínimos restos que se conservan ya no permiten hacerse una idea vívida del antiguo esplendor pictórico. Los mosaicos de la tradición antigua también jugaron un papel importante; la Capilla Palatina de Aquisgrán, por ejemplo, estaba decorada con un magnífico mosaico en la cúpula.

## Precursores e influencias

### Ilustración merovingia

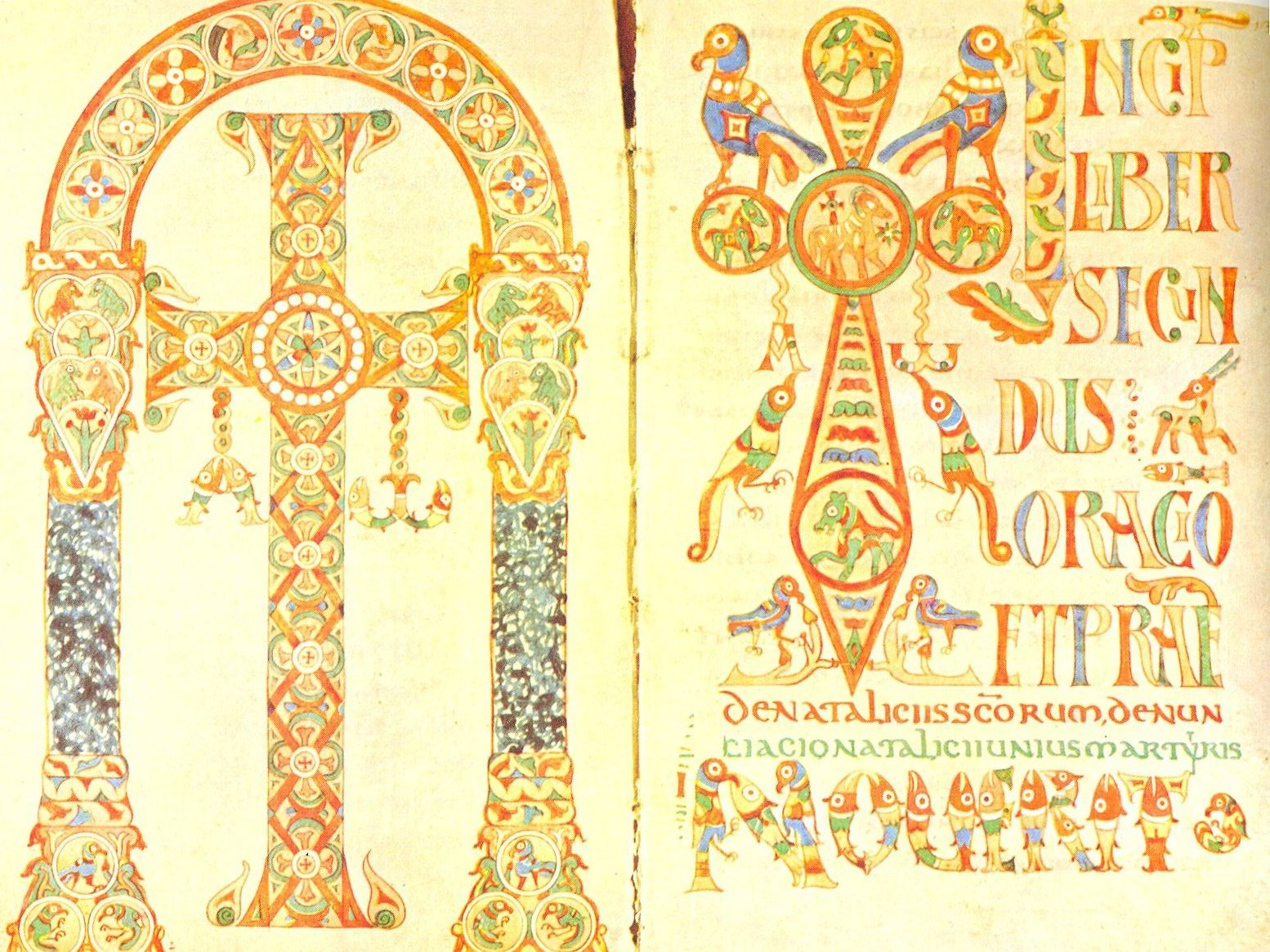
Sacramentarium Gelasianum (noreste de Franconia, mediados del)

El renacimiento carolingio se desarrolló en un claro "vacío cultural", cuyo centro fue la residencia de Carlomagno en Aquisgrán. La iluminación de libros merovingia, que lleva el nombre de la dinastía gobernante en el Imperio franco que precedió a los carolingios, siguió siendo puramente ornamental. Las iniciales construidas con regla y compás, así como las imágenes de los títulos con arcadas y cruces insertadas son casi la única forma de ilustración. A partir del siglo VIII, los ornamentos zoomorfos aparecen cada vez más, llegando a ser tan dominantes que, por ejemplo, en los manuscritos de la abadía femenina de Chelles, líneas enteras están formadas exclusivamente por letras formadas por animales. En contraste con la ilustración contemporánea de libros insulares con una ornamentación desbordante, los merovingios se esforzaron por lograr un orden claro de la página. Uno de los escritorios más antiguos y productivos era el de la abadía de monasterio de Luxeuil, fundado en 590 por el monje irlandés Columbano, que fue destruido en 732. La abadía de Corbie, fundada en el año 662, desarrolló su propio estilo de ilustración. Chelles y Laon fueron otros centros de ilustración de libros merovingios. A partir de mediados del siglo VIII, la ilustración de los libros estuvo fuertemente influida por la ilusminación insular. Un evangeliario de Echternach demuestra que en este monasterio hubo cooperación entre escribas e iluminadores irlandeses y merovingios.

### Ilustración insular

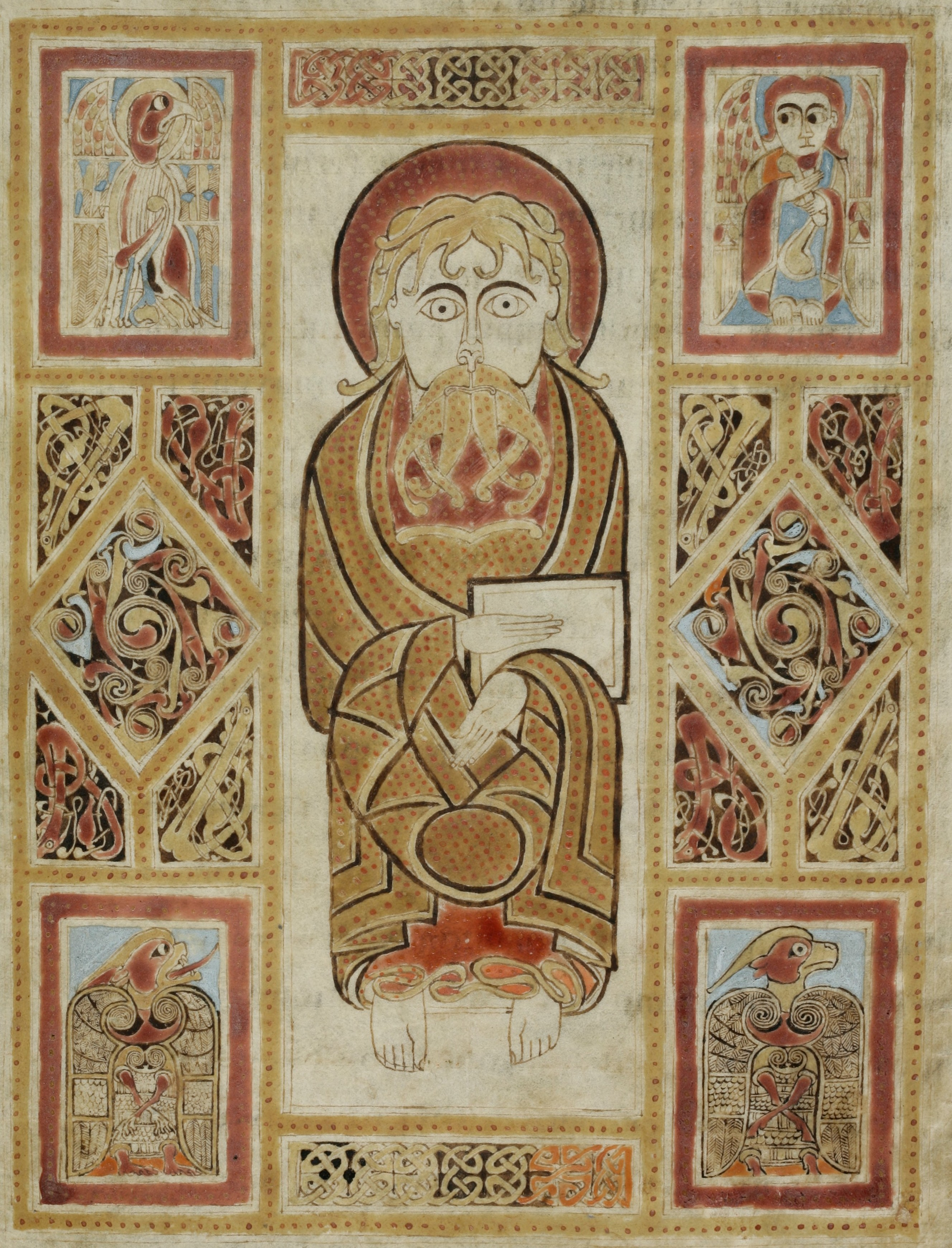
En el monasterio de San Galo. Evangeliario ilustrado por monjes irlandeses, siglo VIII

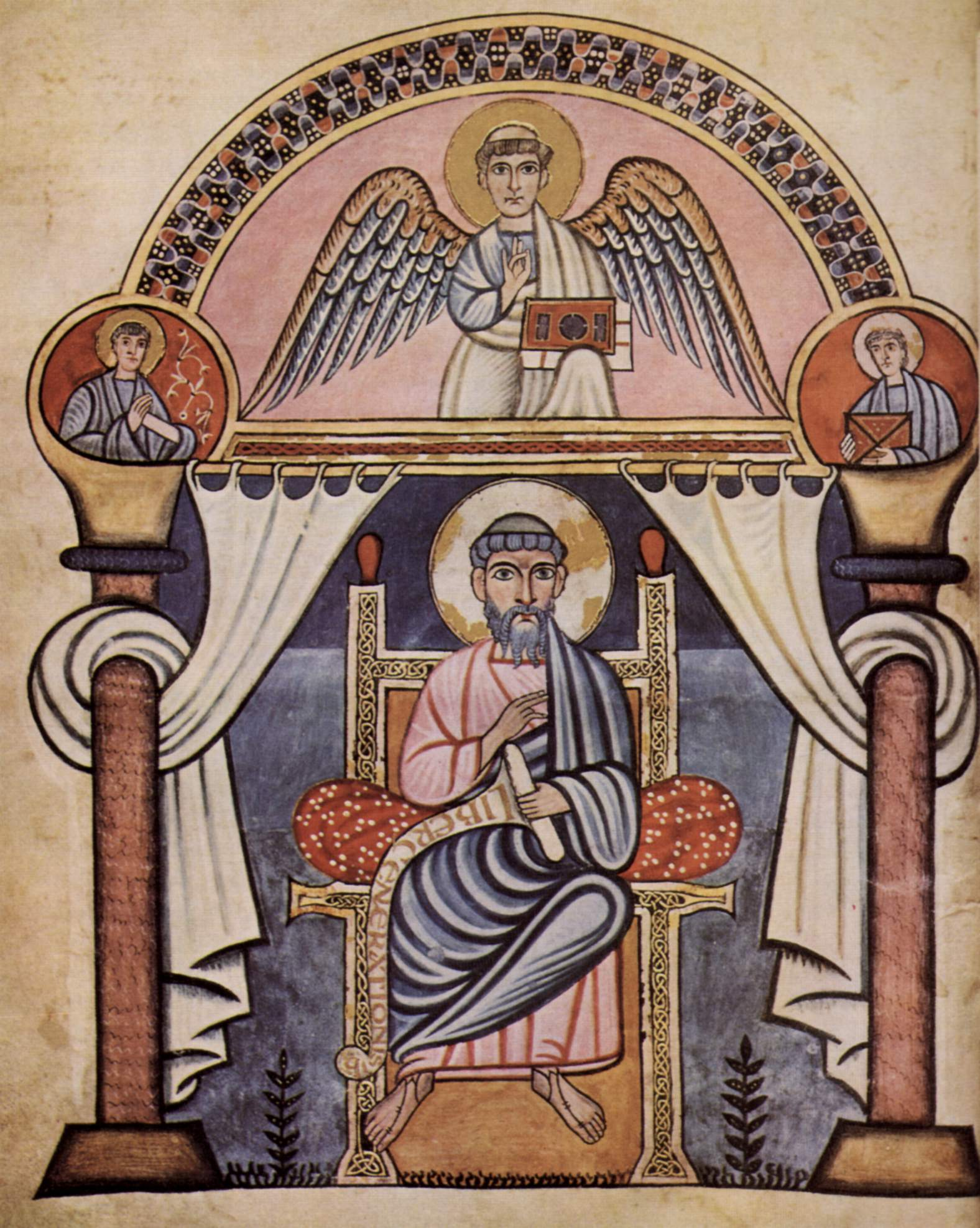
Las miniaturas del Codex Aureus de Estocolmo (Canterbury, mediados del), son inusuales para la ilustración de libros insulares y apuntan a la escuela de la corte de Carlomagno.

Hasta el renacimiento carolingio, las islas británicas fueron el refugio de la tradición romano-cristiana primitiva que, sin embargo, había dado lugar a un estilo insular independiente a través de la mezcla de elementos celtas y germánicos, cuyo carácter, a veces ferozmente expresivo y estrictamente bidimensional, favoreciendo el ornamento, acabó por contradecir prácticamente el lenguaje formal antiguo con su antinaturalismo. Sólo excepcionalmente las ilustraciones insulares conservaron elementos de diseño clásicos, como el Codex Amiatinus (sur de Inglaterra, hacia el año 700) y el Codex Aureus de Estocolmo (Canterbury, mediados del siglo VIII).
Como resultado de la misión hiberno-escocesa que se originó en Irlanda y sur de Inglaterra, el continente europeo recibió una fuerte influencia de la cultura monástica insular. En toda Francia, Alemania e Italia, los monjes irlandeses fundaron monasterios, los "monasterios escoceses", en los siglos VI y VII: San Galo, Fulda, Wurzburgo, San Emmeram en Ratisbona, Tréveris, Echternach y Bobbio. En los siglos VIII y IX se produjo un segundo impulso misionero anglosajón. Esto hizo que llegaran al continente numerosos manuscritos ilustrados, que influyeron mucho en los respectivos lenguajes formales regionales, sobre todo en cuanto a la escritura y la ornamentación. Mientras que la producción de libros en Irlanda e Inglaterra se paralizó en gran medida desde finales del siglo VIII debido a las incursiones vikingas, en el continente se siguieron produciendo manuscritos iluminados de tradición insular durante varias décadas. Junto a las obras de las escuelas de la corte carolingia, esta rama de la tradición se mantuvo viva y dio forma a la escuela franco-sajona en la segunda mitad del siglo IX pero las escuelas de la corte también adoptaron elementos de la ilustración de libros insulares, especialmente la página inicial.

### Recepción de la antigüedad

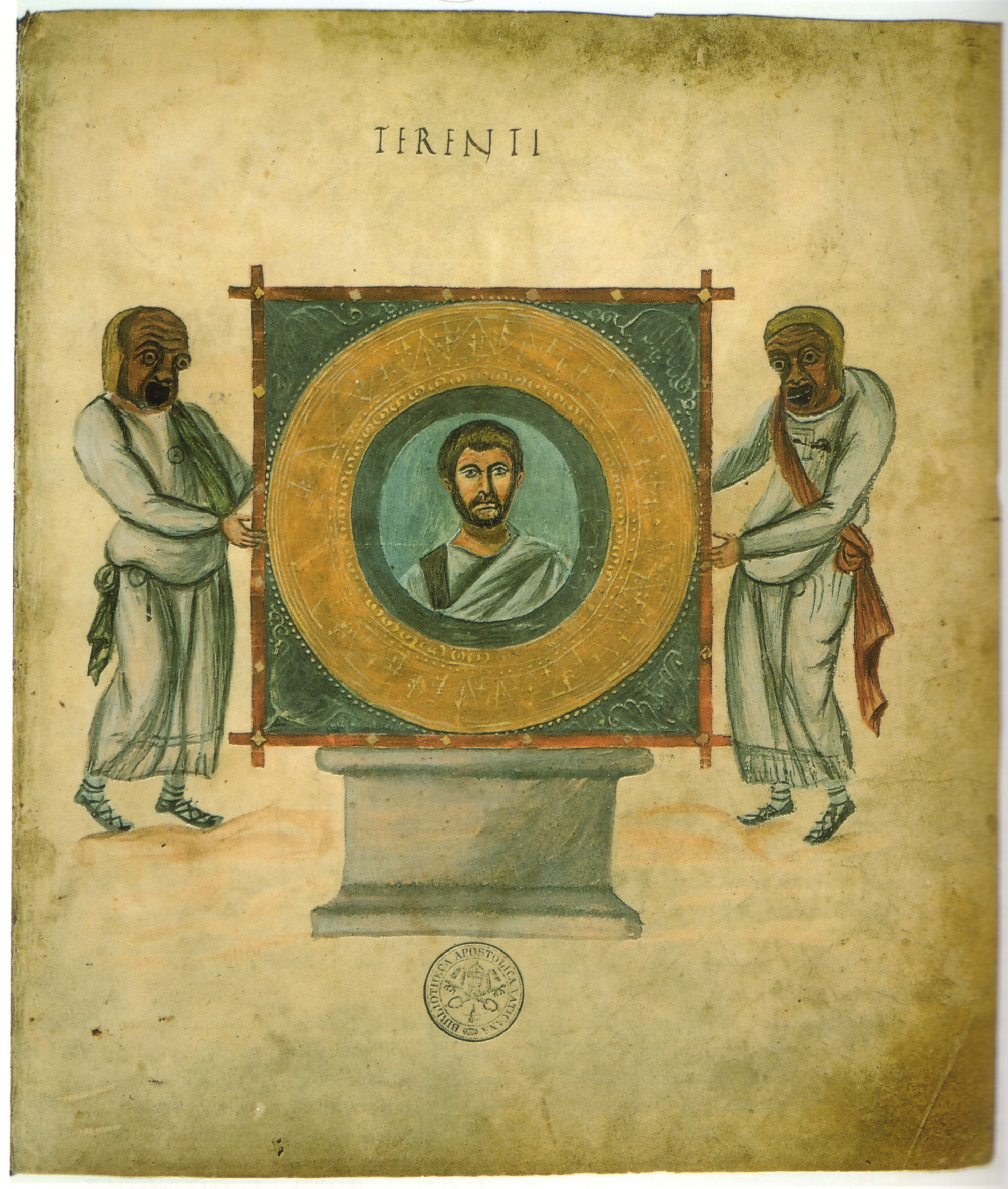
Imagen del autor de Terenz. Copia carolingia basada en un modelo antiguo (Lotaringia, posiblemente Aquisgrán, alrededor de 825)

El retorno a la antigüedad fue la característica principal por excelencia del arte carolingio. La adaptación programática del arte antiguo se orientó sistemáticamente hacia el imperio romano tardío y encajó en la idea básica, conocida como renovatio imperii romani, de reivindicar el legado del Imperio Romano en todos los ámbitos. Las artes se insertaron como un componente elemental en la corriente intelectual del renacimiento carolingio.
De gran importancia para la percepción del arte antiguo era el estudio de las obras originales que aún se conservaban en gran número, especialmente en Roma. Para los artistas y eruditos del norte, que no conocían Italia por experiencia propia, las obras de iluminación de libros de la Antigüedad tardía desempeñaban un importante papel mediador, ya que, aparte de las pequeñas esculturas, sólo el libro llegaba directamente a los talleres y bibliotecas del norte de los Alpes. Hay pruebas de que el scriptorium de Tours también utilizaba originales antiguos como modelos. Así, se copiaron figuras del Vergilius Vaticanus que estaba en posesión de la biblioteca de Tours y que se vuelven a encontrar en las biblias. Otros manuscritos antiguos en posesión de esta importante biblioteca eran el Génesis Cotton y la Biblia de León del siglo V. Muchos libros iluminados perdidos de la antigüedad tardía son accesibles hoy en día sólo a través de copias carolingias.

### Bizancio
Junto a las obras originales, la iluminación de los libros bizantinos transmitía la herencia antigua, que se había continuado productivamente allí en una tradición en gran medida ininterrumpida. Sin embargo, la iconoclastia bizantina, que puso fin al culto religioso de las imágenes entre el 726 y el 843 y provocó una oleada de destrucción de imágenes, representó una importante ruptura en la continuidad de la tradición. Con el exarcado de Rávena Bizancio siguió teniendo una gran importancia en Occidente hasta el siglo VIII. Los artistas que habían huido de Bizancio para escapar de la persecución por la prohibición de las imágenes, también promovieron el arte romano. Carlomagno atrajo a su corte a artistas procedentes de la Italia de influencia bizantina que crearon las obras de la escuela de palacio.

### Italia
Italia no sólo fue importante como transmisora del arte clásico y bizantino. Roma experimentó un movimiento de renovación especialmente pronunciado, relacionado con el renacimiento carolingio en el imperio franco. A través de su papel como protectorado del papado, el imperio franco estaba estrechamente vinculado a Roma que, a pesar de su decadencia desde la época de los procesos migratorios masivos, seguía siendo considerada la caput mundi, la cabeza del mundo. En 774, 780/781 y con motivo de su coronación como emperador en 800, el propio Carlomagno permaneció en Roma durante mucho tiempo.
Desde que éste conquistó el reino lombardo en 774, fluyeron ricas corrientes culturales desde allí hacia el norte. Las iluminaciones de la escuela de la corte de Carlomagno tienen similitudes con las obras lombardas y la idea de encargar magníficos manuscritos, que era nueva para los reyes francos, podría remontarse ya a los modelos de la corte lombarda de Pavía.

## Desarrollo de la ilustración carolingia
No existe un estilo carolingio uniforme. En cambio, han surgido tres ramas que se remontan a escuelas de pintura muy diferentes. En la corte de Carlomagno en Aquisgrán hubo dos escuelas de pintura cortesanas activas en torno al año 800, denominadas respectivamente "escuela de la corte" y "escuela de palacio". Sobre esta base, se desarrollaron estilos de taller distintivos, especialmente en Reims, Metz y Tours que rara vez permanecieron productivos durante más de dos décadas y que dependían en gran medida de la tradición respectiva del scriptorium, de la extensión y calidad de la biblioteca disponible y de la personalidad de un mecenas. Un tercer estilo, en gran medida independiente de las escuelas cortesanas, continuó la ilustración insular de libros como la escuela franco-sajona y dominó la ilustración de libros desde finales del siglo IX.
Ambas escuelas de pintura cortesana tienen en común un compromiso directo con el lenguaje formal de la antigüedad tardía, así como un esfuerzo por lograr una claridad de la imagen de la página inédita. Mientras que la pintura de libros insular y merovingia se caracterizaba por los motivos abstractos de entrelazado y los ornamentos animales esquematizados, el arte carolingio retomó los ornamentos clásicos con el cimacio, la palmeta, el zarcillo de vid y el acanto. En la pintura figurativa, los artistas se esforzaban por representar de forma comprensible la anatomía y la fisiología, la tridimensionalidad de los cuerpos y los espacios, y los efectos de la luz sobre las superficies. El elemento de la probabilidad en particular superó a las escuelas anteriores, cuyas representaciones pictóricas a diferencia de sus cuadros abstractos eran "insatisfactorias, por no decir ridículas".
El orden claro de la iluminación de los libros fue sólo una parte de la reforma carolingia de la producción de libros. Formó una unidad conceptual con la cuidadosa edición de modelos de los libros bíblicos, así como con el desarrollo de una escritura uniforme y clara, la minúscula carolingia. Además, apareció todo el canon de las escrituras antiguas, sobre todo como elemento ornamental y estructurador, como la caligrafía uncial y la semiuncial.

### Tipos de libros iluminados y motivos iconográficos

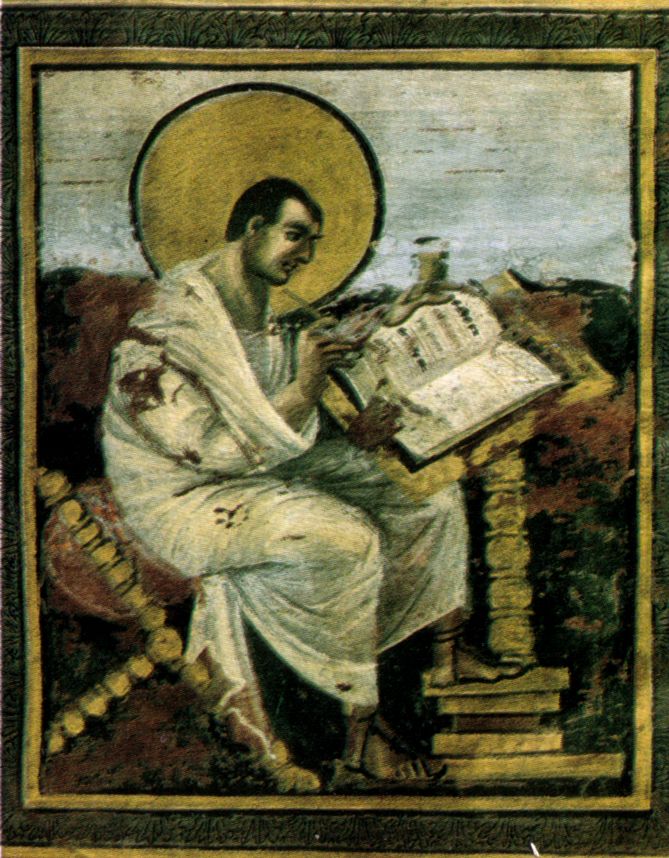
El Evangelista Mateo en el Evangeliario de Coronación (Aquisgrán, poco antes de 800)

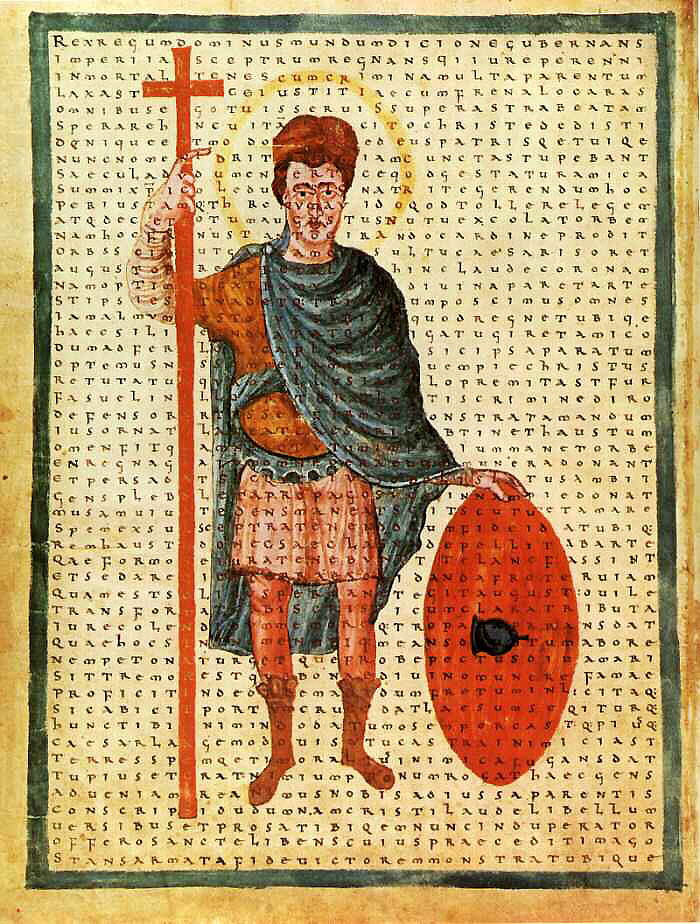
Ilustración de De Laudibus Sanctae Crucis de Rabano Mauro (Fulda, alrededor de 840)

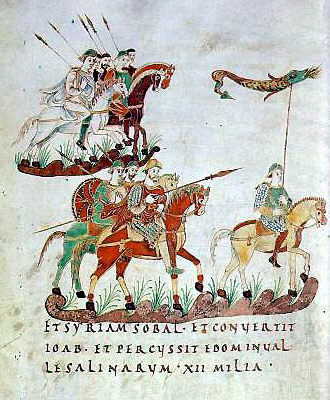
El Salterio Dorado de San Galo (antes de 883) es el manuscrito más famoso de la Escuela de San Galo

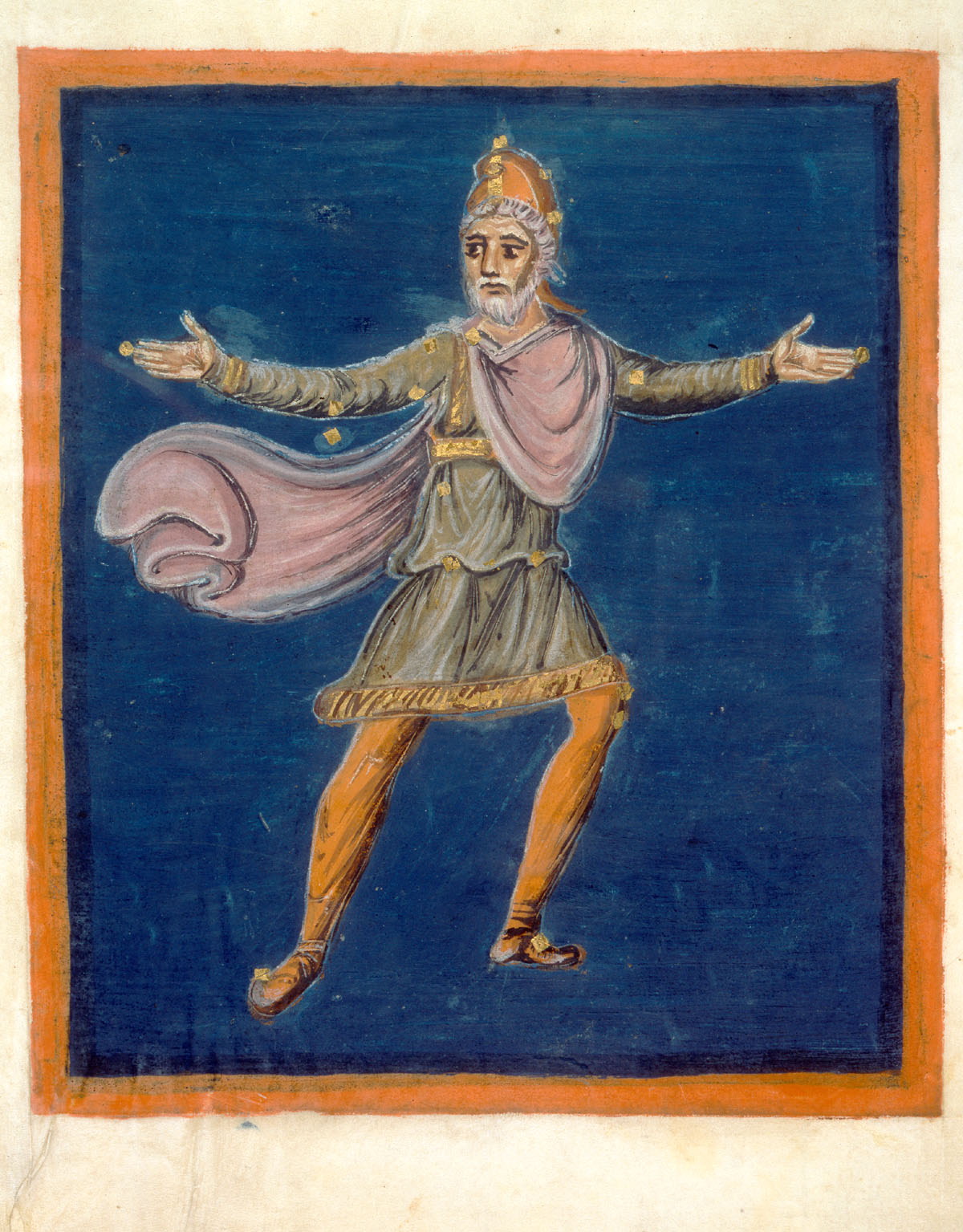
La representación de Cefeo en la escritura Aratea de Leiden

A través de la combinación de texto e imagen, el libro tuvo especial importancia como instrumento para difundir la idea de la Recuperatio Imperii. El evangeliario estuvo en el centro de los esfuerzos de reforma para una regulación uniforme de la liturgia. El salterio fue el primer tipo de libro de oración. A partir de mediados del siglo IX, el espectro de libros a ilustrar se amplió hasta incluir la biblia completa y el sacramentario. La elaboración de estos libros litúrgicos se encomendó explícitamente sólo a manos experimentadas, perfectae aetatis homines, en la admonitio generalis de 789.
La decoración principal de los evangelios eran representaciones de los cuatro evangelistas. La Maiestas Domini, la imagen de Cristo en el trono, aparece raramente al principio; las imágenes de María y las representaciones de otros santos casi no aparecen durante toda la época carolingia. En el año 794, el Concilio de Fráncfort se ocupó de la controversia iconoclasta bizantina y prohibió la iconodulia, veneración de imágenes, pero asignó a la pintura la tarea de instruir y enseñar. Se considera que en este sentido la versión oficial del círculo en torno a Carlomagno son los Libri Carolini, cuyo autor fue probablemente Teodulfo de Orleans. Un primer relato de Maiestas Domini aparece en el Evangeliario de Godescalco en 781/783, es decir, unos años antes del compromiso con esta posición. Después de que un sínodo franco flexibilizara la normativa en el año 825, se amplió el abanico de temas dignos de ser representados, especialmente en las escuelas de Metz y Tours. A partir de mediados del siglo IX, el motivo de la Maiestas Domini fue un motivo central sobre todo de los evangelios y biblias touronianas y pasó a formar parte de un ciclo de iluminación iconológica fijo junto con las imágenes de los evangelistas. El motivo de la fuente de la vida aparece por primera vez en el Evangelio de Godescalco, que se repite en el de Soissons. Otro motivo nuevo fue la adoración del cordero. Una parte integral de los evangelios son las sacras o tablillas con marcos porticados. La arquitectura de trono fue característica de la escuela de la corte de Carlomagno, que está ausente de las obras de la escuela de palacio y de las escuelas de Reims y Tours. De la ilustración insular, los iluminadores adoptaron la página inicial. 
Un motivo central desde la época de Luis el Piadoso fue la imagen del gobernante, que aparece sobre todo en los manuscritos de Tours. Este motivo era de especial importancia en lo que respecta a la apropiación programática de la herencia romana en el sentido de una renovación y, por tanto, de la legitimación de la dominación carolingia. De la comparación de las imágenes con las descripciones de la literatura contemporánea, como la Vita Karoli Magni de Eginardo y la Gesta Hludowici de Thegan, se puede concluir que se trata de retratos tipológicos según el espíritu y el modelo de los retratos de gobernantes romanos, que se enriquecían con elementos de tipo naturalista. El significado sagrado del oficio imperial es un tema en casi todos los retratos de gobernantes carolingios, debido a lo cual aparecen especialmente en los libros litúrgicos. La mano de Dios aparece a menudo por encima de los gobernantes. La connotación sacra se aprecia con mayor claridad en una representación de Luis el Piadoso, con nimbo y con una cruz, como ilustración del De laudibus sanctae crucis de Rabano Mauro.
Aparte de los libros litúrgicos, se ilustraron relativamente pocos libros profanos, entre los que destacan los ejemplares de los ciclos de constelaciones de la antigüedad tardía. Entre ellos, destaca un manuscrito de Aratea de Leiden de alrededor de 830-840, que posteriormente fue copiado varias veces. El Fisiólogo de Berna (Reims, 825-850) es el más importante de una serie de manuscritos ilustrados de las enseñanzas del Physiologus sobre la naturaleza. Un importante libro de texto de la Edad Media fue la obra de Boecio De institutione arithmetica libri II, que fue ilustrada para Carlos el Calvo en Tours en la década de 840. Entre las obras ilustradas de la literatura clásica, destacan los manuscritos con comedias de Terencio que se produjeron en torno al año 825 en Lotharingia (Lothar I fue sucedido como rey en el norte del imperio por Lothar II, después de lo cual la zona se llamó "Lotharingia", "lo que pertenece a Lothar") y en la segunda mitad del siglo IX en Reims, respectivamente, así como un manuscrito con poemas de Prudencio, que posiblemente procede de la abadía de Reichenau y fue ilustrado en el último tercio del siglo IX. 
Las escenas cotidianas se encuentran en un número especialmente elevado integradas en las ilustraciones del Libro de los salmos, por ejemplo en el Salterio de Utrecht, en el Salterio de Stuttgart y el Salterio de Oro de San Galo. Otros libros, como un martirologio de Wandalbert de Prüm (Reichenau, tercer cuarto del siglo IX), contienen ocasionalmente cuadros mensuales que muestran las actividades de los campesinos durante el año, imágenes de dedicación al mecenas o representaciones de monjes escribiendo. La historiografía y los textos jurídicos aún no desempeñaban un papel en la iluminación de los libros carolingios. La literatura vernácula sólo se codificó en algunos casos excepcionales y no gozó ni de lejos de la estima que habría sido un requisito previo para la ilustración. Esto se aplica incluso a la sofisticada poesía bíblica, como el libro de los Evangelios de Otfrido de Wissenbourg.

### La ilustración en la época de Carlomagno

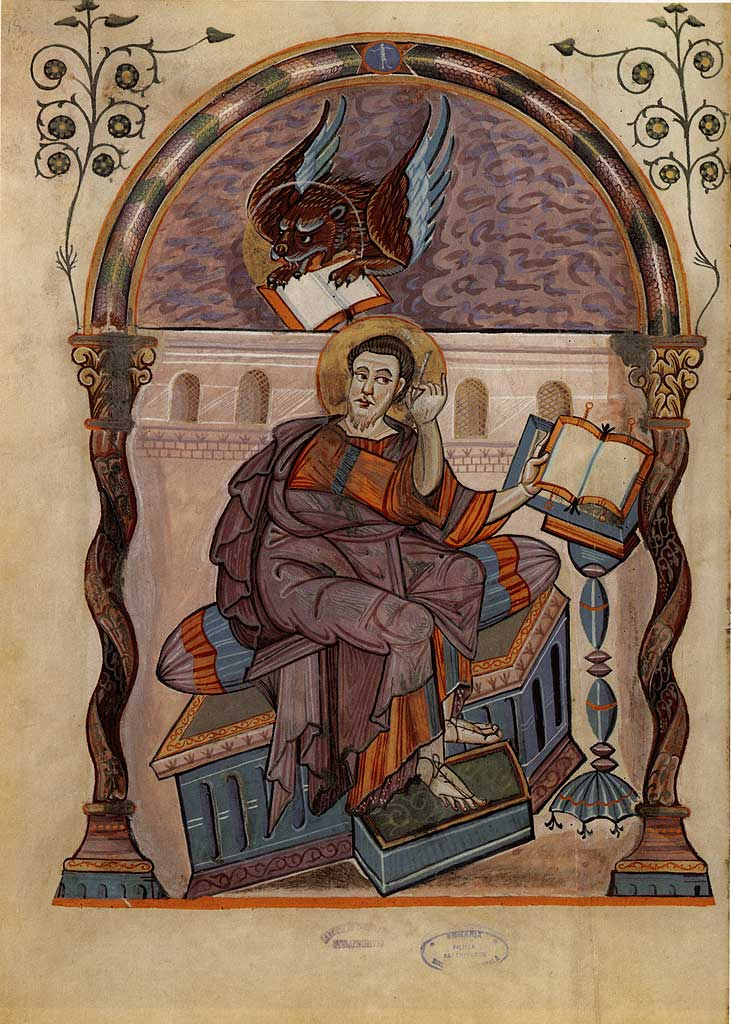
El evangelista Marcos en el Evangeliario de Lorsch (Aquisgrán, alrededor de 810)

La cultura del libro merovingia, de carácter monástico y fuertemente influenciada por la ilustración de libros insulares, continuó inicialmente sin verse afectada por el cambio de la dinastía gobernante franca. Pero esto cambió bruscamente a finales del siglo VIII, cuando Carlomagno (reinado entre 768 y 814) reunió en su corte de Aquisgrán a las figuras más importantes de su tiempo para reformar toda la vida intelectual. Tras su viaje a Italia en 780/781, Carlomagno nombró al británico Alcuino de York, al que había conocido en Parma y que había dirigido anteriormente la Escuela de York, para dirigir la escuela de la corte. Otros eruditos de la corte de Carlos fueron Pedro el Diácono  o Teodulfo de Orleans, que también enseñaron a los hijos de Carlos y a los jóvenes nobles de la corte. Al cabo de unos años, muchos de estos eruditos fueron enviados a lugares importantes del Imperio franco como abades u obispos, ya que la idea de renovación estaba relacionada con la voluntad de que los logros intelectuales de la corte se irradiaran a todo el gigantesco imperio. Así, Teodulfo fue nombrado obispo de Orleans y Alcuino en el 796 obispo de Tours. Einhard asumió la dirección de la escuela de la corte.
Hacia el año 800, en la corte de Carlomagno se produjeron dos grupos muy diferentes de magníficos manuscritos para uso litúrgico en los grandes monasterios y en las sedes episcopales. Los dos grupos de manuscritos se denominan "grupo Ada" o "grupo del Evangeliario de la Coronación de Viena" por sus obras destacadas, o bien "escuela de la corte" o "escuela del palacio de Carlomagno". Los textos iluminados de ambos grupos de obras están estrechamente relacionados, mientras que las propias iluminaciones no tienen puntos de contacto estilísticos. Por ello, la relación entre las dos escuelas de pintura ha sido discutida durante mucho tiempo. Para el grupo del Evangeliario de la Coronación de Viena, se ha discutido una y otra vez sobre un mecenas distinto a Carlomagno pero los indicios apuntan a una localización en la corte de Aquisgrán.

#### El grupo de Ada o escuela de la corte

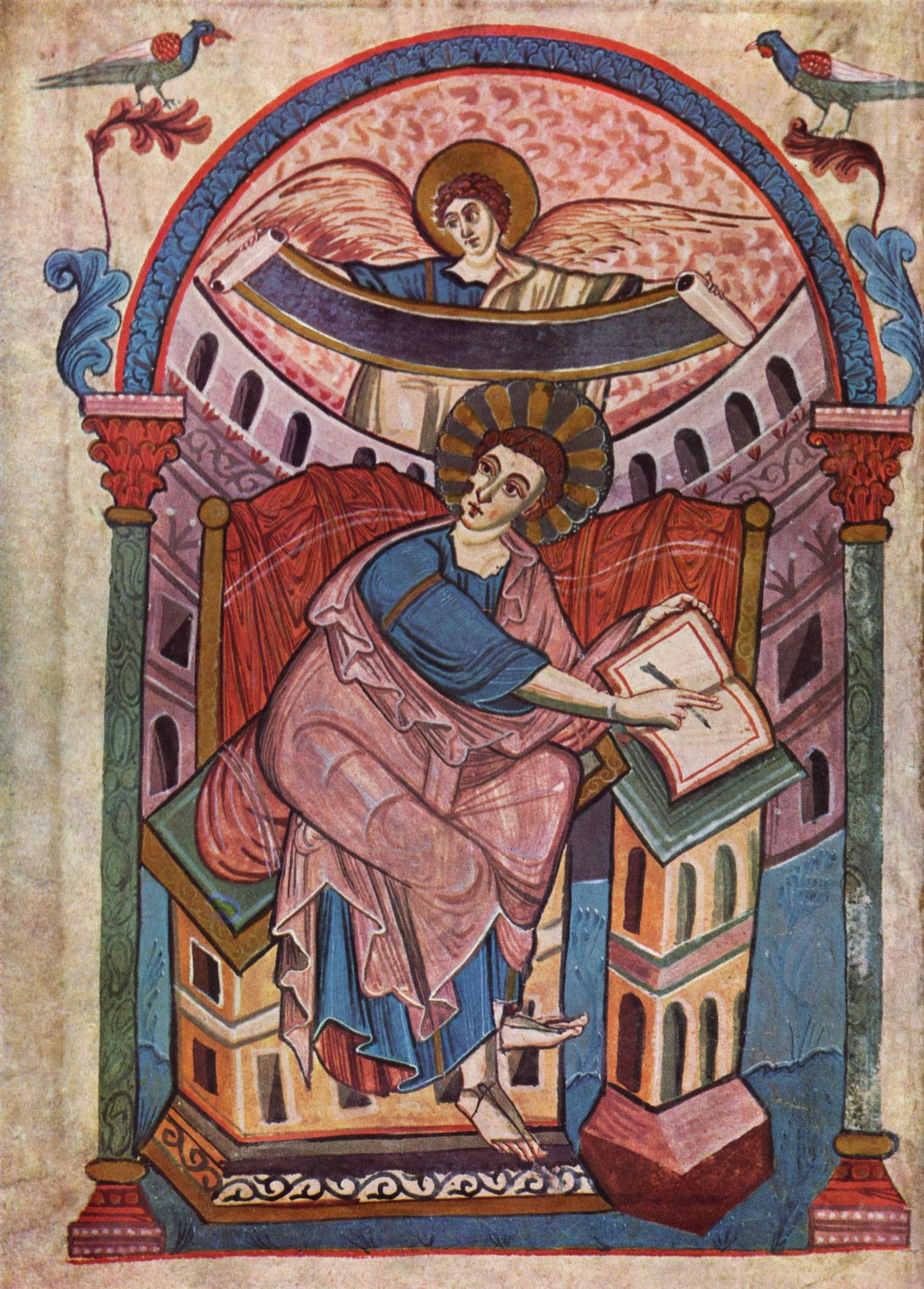
El Evangelista Mateo en el manuscrito de Ada (Aquisgrán, alrededor de 800)

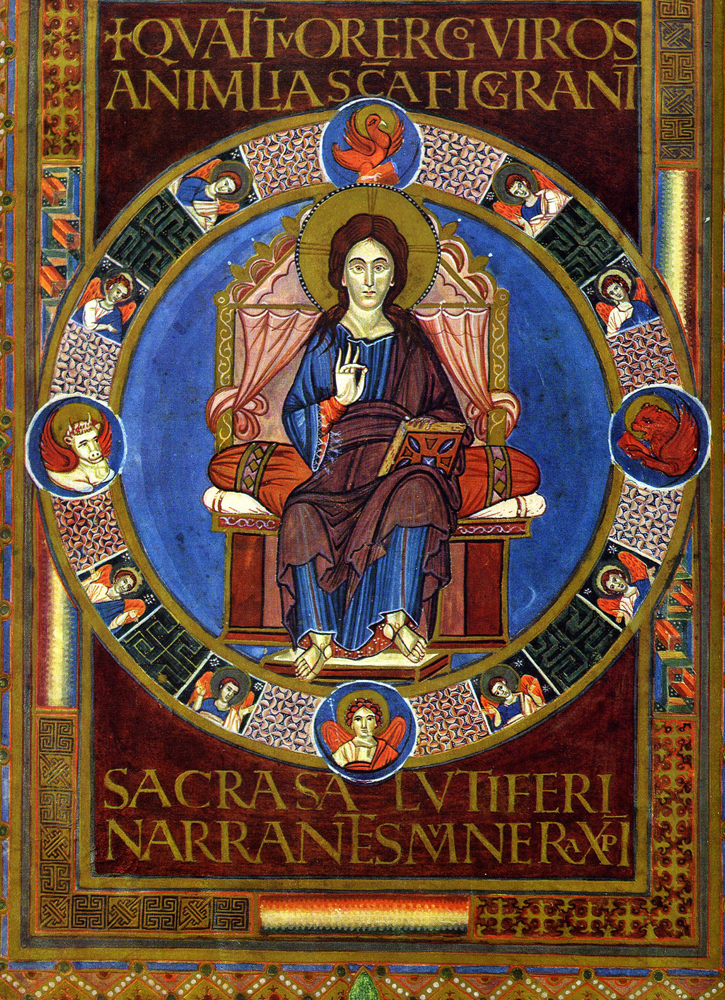
Maiestas Domini en el Evangelio de Lorsch (Aquisgrán, alrededor de 810)

El primer magnífico manuscrito que Carlos encargó entre 781 y 783, es decir, inmediatamente después de su viaje a Roma, fue el Evangeliario de Godescalco, llamado así por su escriba. Es posible que esta obra no se produjera aún en Aquisgrán, sino en el palacio real de Worms. La gran página inicial, las letras decorativas y parte de la ornamentación proceden de la iluminación insular pero nada recuerda a la iluminación de los libros merovingios. Lo novedoso de la iluminación son los elementos decorativos tomados de la antigüedad, los motivos escultórico-figurativos y la escritura utilizada. Las miniaturas que ocupan toda la página: el Cristo entronizado, los cuatro evangelistas y la fuente de la vida, buscan una aparencia real y una conexión lógica con el espacio representado, definiendo el estilo en las posteriores obras de la escuela de la corte. El texto estaba escrito en tinta dorada y plateada sobre pergamino púrpura.
Los manuscritos del grupo de Ada de la escuela de la corte, que se puede ubicar de forma segura en Aquisgrán, tienen en común un compromiso consciente con el patrimonio antiguo, así como un programa pictórico coherente. Es de suponer que se basan principalmente en los modelos de la antigüedad tardía de Rávena. Además de las magníficas arcadas que imitan motivos arquitectónicos o los marcos de cuadros decorados con piedras preciosas y las páginas iniciales con decoración de influencia insular, la decoración incluye imágenes de evangelistas a gran escala, que desde el manuscrito de Ada han variado muchas veces un tipo básico. Por primera vez desde la época romana, las figuras con dibujos internos claramente contorneados recuperan su corporeidad y su tridimensionalidad por medio de vestimentas abultadas y ricas. Las imágenes tienen en común un cierto horror vacui, el miedo al vacío, por lo que los amplios paisajes de tronos llenan las hojas con las imágenes de los evangelistas.
Alrededor del año 790, se escribió la primera parte del manuscrito de Ada y el evangeliario de Saint-Martin-des-Champs. Le siguió el Salterio de Dagulfo, también llamado así por su escriba, escrito antes de 795, que, según el poema dedicatorio, fue encargado por el propio Carlomagno y destinado a ser un regalo para el papa Adriano I. Los Evangelios de Saint-Riquier y los Evangelios de Harley en Londres se remontan a finales del siglo VIII, los Evangelios de Soissons y la segunda parte del manuscrito de Ada hacia el año 800 y los Evangelios de Lorsch alrededor del año 810. Un fragmento de un evangeliario en Londres concluye la serie de manuscritos ilustrados de la escuela de la corte. Tras la muerte de Carlomagno, parece que esta escuela se disolvió. Por muy decisiva que fuera su influencia hasta entonces, apenas dejó huella en la iluminación de libros de las décadas siguientes. Sus repercusiones pueden observarse en Fulda, Maguncia, Salzburgo y los alrededores de Saint-Denis, así como en algunos scriptoria del noreste de Franconia.

#### El grupo de la escuela de palacio o evangeliario de la Coronación de Viena

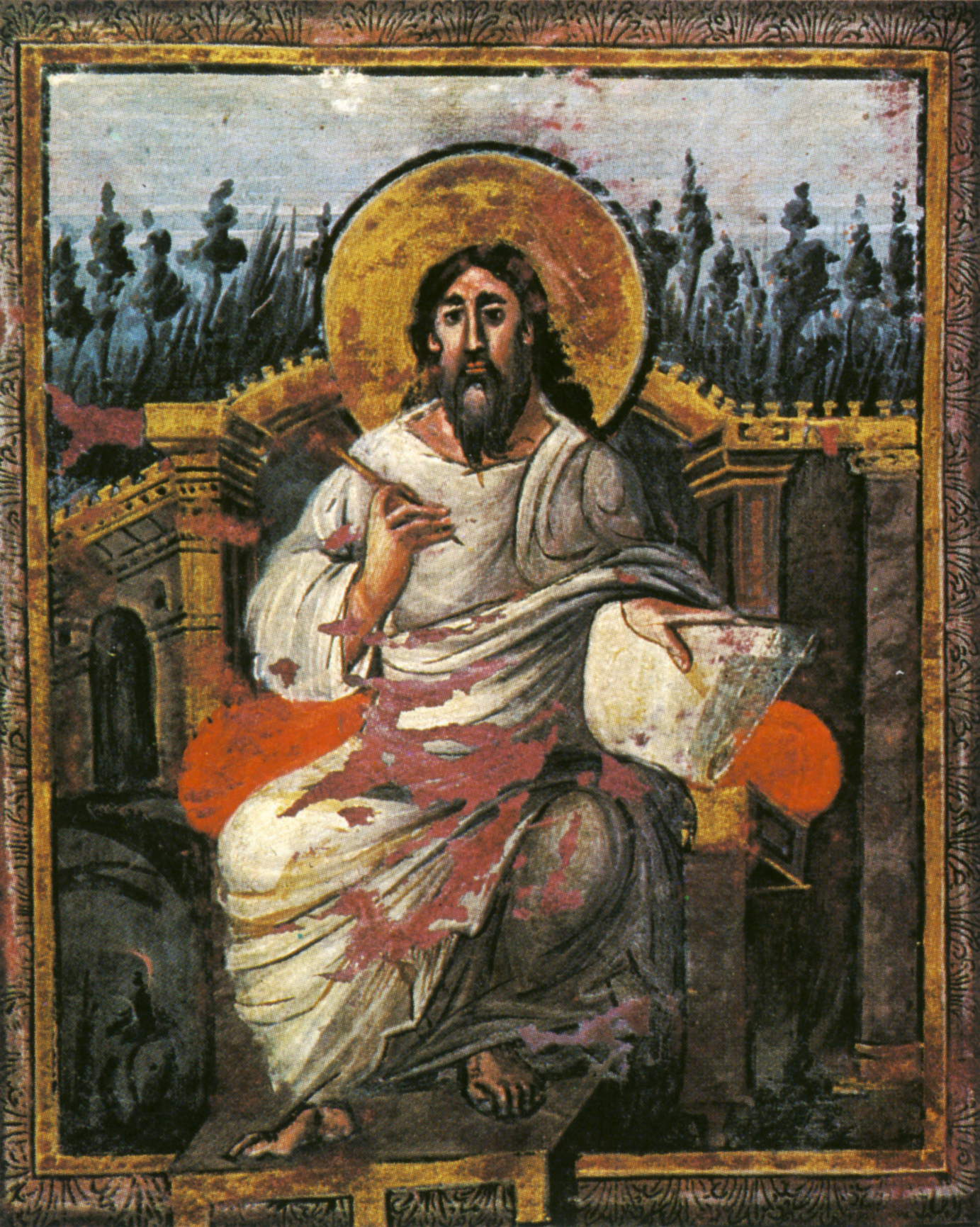
Juan el Evangelista en el Evangeliario de la Coronación (Aquisgrán, poco antes de 800)

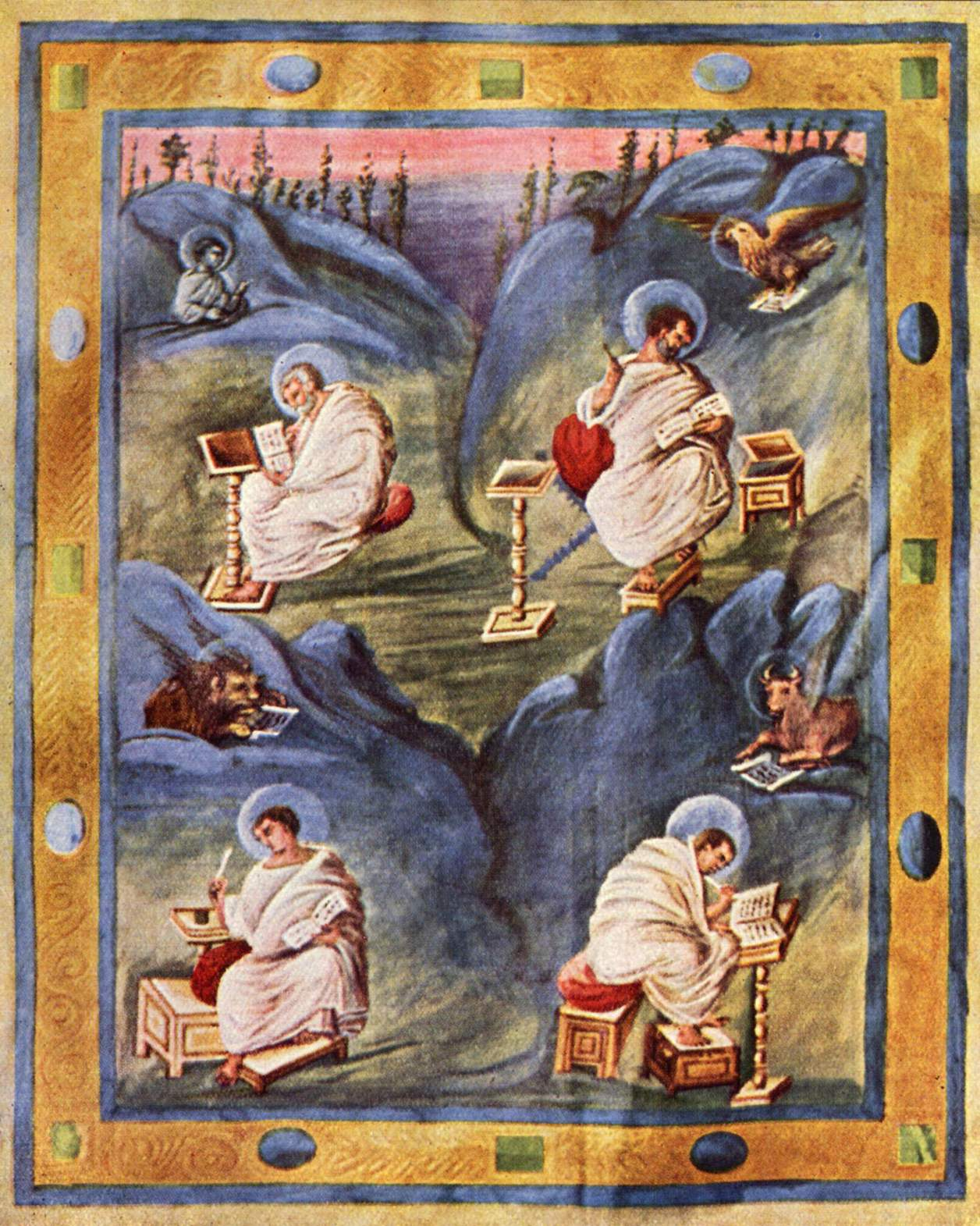
Los cuatro Evangelistas en el Evangeliario del Tesoro o Evangeliario Carolingio (Aquisgrán, comienzos del)

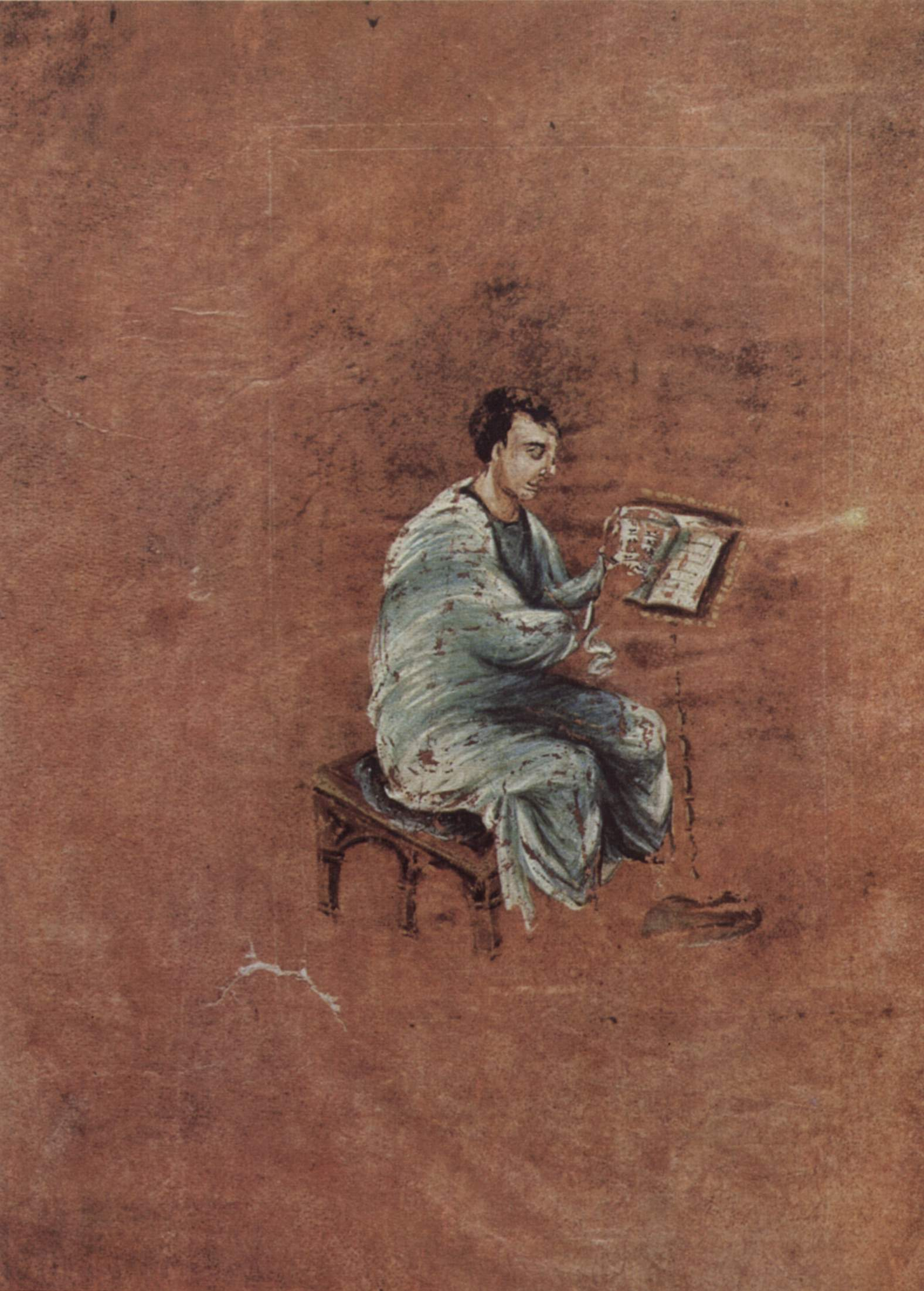
El evangelista Mateo en el Evangeliario de Xanten (Aquisgrán, principios del)

Un segundo grupo de manuscritos, probablemente también localizado en Aquisgrán, pero que se aleja claramente de las ilustraciones de la escuela de la corte, se inscribe más en la tradición helenística-bizantina y se agrupa en torno al Evangeliario de la Coronación de Viena, producidos hacia el año 800. Según la leyenda, Otón III encontró el magnífico manuscrito cuando abrió la tumba de Carlomagno en el año 1000. Desde entonces, el manuscrito, que también es artísticamente el más importante de este grupo de obras, ha formado parte de las insignias imperiales, y los reyes alemanes prestaron el juramento de coronación sobre este evangeliario. A diferencia de la escuela de la corte, los manuscritos del grupo del Evangeliarios de la Coronación de Viena se atribuyen a una escuela palaciega de Carlomagno. Otros tres manuscritos pertenecen a esta escuela: el Evangeliario del Tesoro, el Evangeliario de Xanten y un evangeliario de Aquisgrán, todos ellos de principios del siglo IX. 
Los manuscritos del grupo del Evangeliario de la Coronación de Viena no tienen predecesores en su época en el norte de Europa. El virtuosismo sin esfuerzo con el que se realizaban las formas de la antigüedad tardía fue aprendido por los artistas en Bizancio, quizá también en Italia. En comparación con el grupo de Ada de la escuela de la corte, carecen de horror vacui. Las figuras de los evangelistas, movidas por oscilaciones dinámicas, se representan en la actitud de los antiguos filósofos. Sus cuerpos intensamente modelados, sus paisajes aéreos y luminosos, así como las personificaciones mitológicas y otros motivos clásicos, confieren a las obras de este grupo el carácter atmosférico e ilusionista del estilo pictórico helenístico.
Durante la vida de Carlomagno, la escuela de palacio parece haber sido un caso especial y relativamente aislado de iluminación de libros, a la sombra de la escuela de la corte. Sin embargo, tras la muerte de Carlomagno, fue esta escuela pictórica la que ejerció una influencia mucho más fuerte en la iluminación de libros carolingios que el grupo de Ada.

### La iluminación en la época de Luis el Piadoso

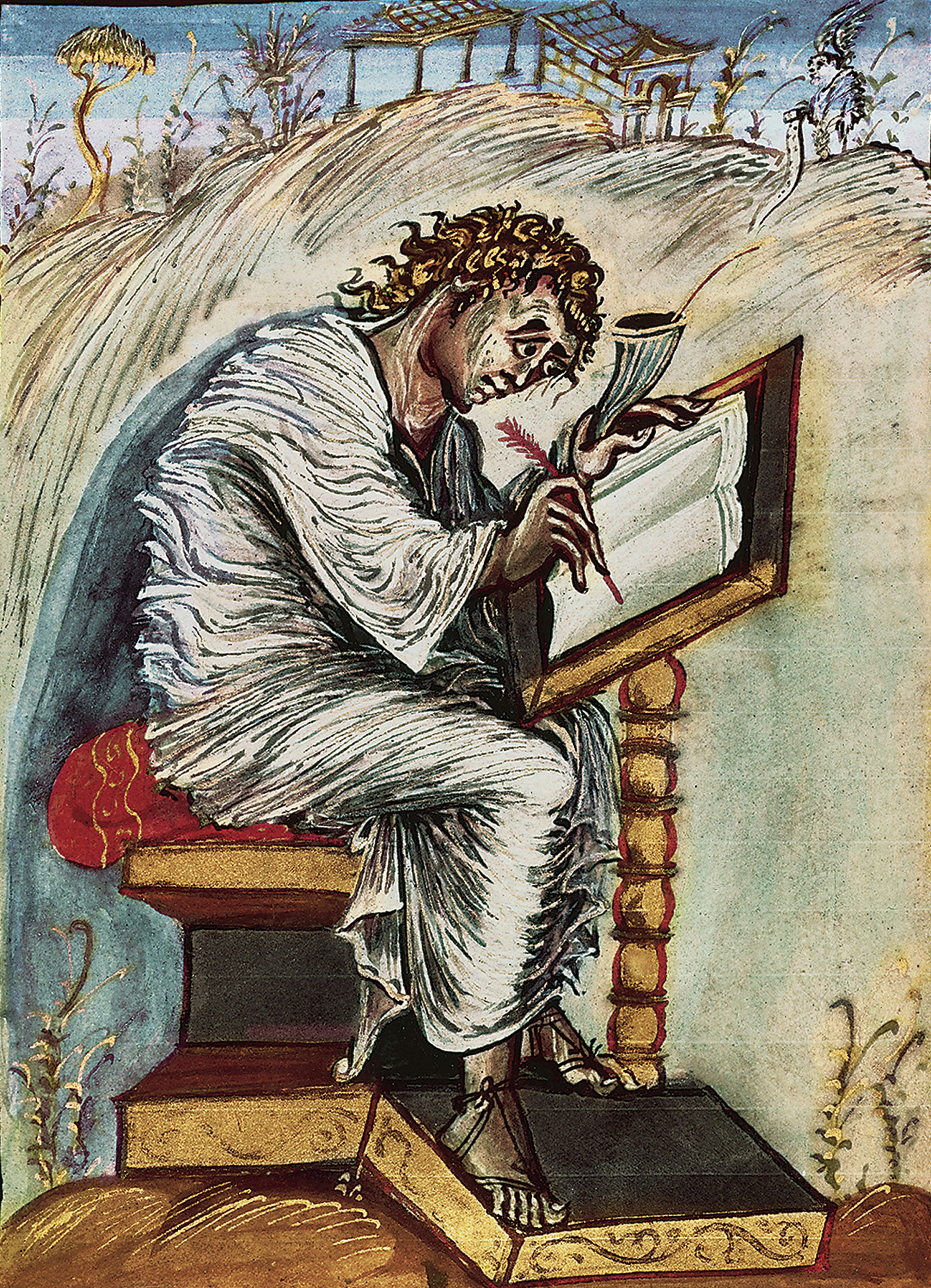
El Evangelista Mateo en el Evangeliario de Ebbo (Reims, entre 816 y 835)

Tras la muerte de Carlomagno, el arte de la corte se trasladó a Reims bajo el reinado de Luis el Piadoso (814-840), donde en la década de 820 y principios de la de 830, bajo el arzobispo Ebbo, fue especialmente bien recibida la concepción pictórica del Evangeliario de la Coronación de Viena, de gran dinamismo. Antes de su nombramiento en Reims en el año 816, Ebbo era considerado el "bibliotecario de la corte de Aquisgrán" y trajo consigo el legado del renacimiento carolingio. Los artistas de Reims, arraigados a una tradición pictórica diferente, transformaron el estilo ya vivo de la escuela de palacio a un estilo de dibujo expresivo con líneas nerviosas y arremolinadas, y figuras extasiadas. Las imágenes abocetadas, con sus trazos densos y dentados, muestran la mayor distancia posible con la tranquila estructura pictórica de la escuela de la corte de Aquisgrán. En Reims y en la cercana abadía de Hautvillers, las principales obras producidas en torno al año 825 fueron el Evangeliario de Ebbo y, quizá por el mismo artista, el extraordinario Salterio de Utrecht, ilustrado con dibujos a pluma no coloreados, así como el Physiologus de Berna y el Evangeliario de Blois. Las 166 ilustraciones del salterio de Utrecht muestran numerosas escenas cotidianas, además de ilustraciones parafraseadas de los salmos.
Además de la corte imperial, las grandes abadías imperiales y las residencias episcopales con poderosos scriptoria volvieron a cobrar protagonismo. Desde el año 796 hasta su muerte en el 804, Alcuino de York, hasta entonces consejero religioso y cultural de Carlomagno, fue delegado como abad en San Martín de Tours para llevar la idea de la renovación a esta importante ciudad del Imperio franco. Bajo el mandato de Alcuino, crítico con la imagen, el scriptorium floreció pero los manuscritos carecían inicialmente de ilustraciones, por lo que las llamadas Biblias de Alcuino no se decoraron con una notable iluminación figurativa de libros hasta la época de sus sucesores.
Bajo el arzobispo Drogo de Metz (823-855), hijo ilegítimo de Carlomagno, la escuela de Metz retomó el camino de la escuela de la corte de Carlomagno. El Sacramentario de Drogo, creado hacia el año 842, es la principal obra de este taller, entre cuyas obras se encuentra un libro de texto astronómico-computacional. El logro original de la Escuela de Metz es la inicial historiada, es decir, la letra ornamental poblada de representaciones escénicas, que se convertiría en el elemento más genuino de toda la iluminación medieval de libros.

### Las escuelas de la corte de Carlos el Calvo y del emperador Lotario I

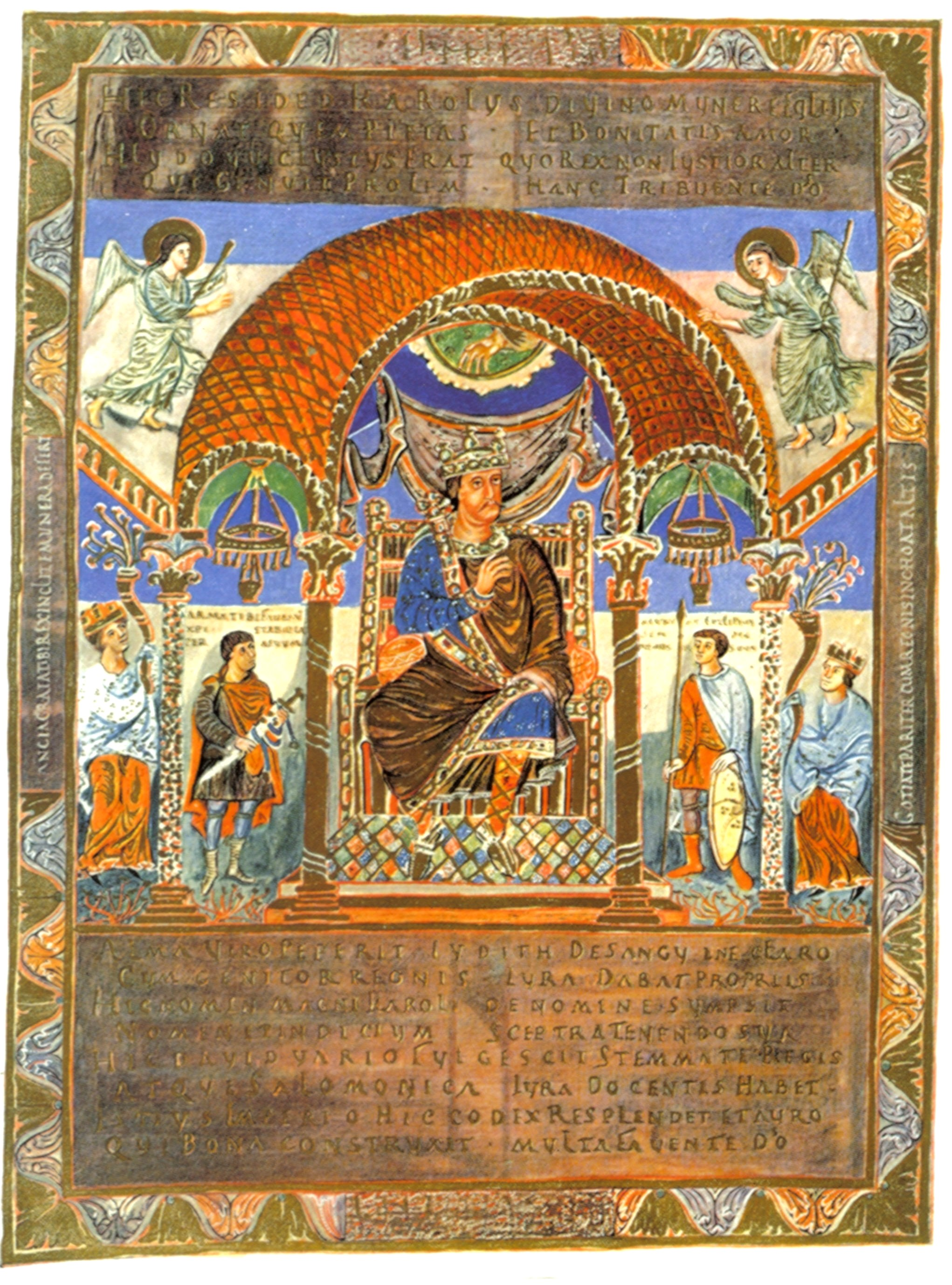
Carlos el Calvo en el Codex aureus de San Emmeram (probablemente de San Denis, alrededor de 870)

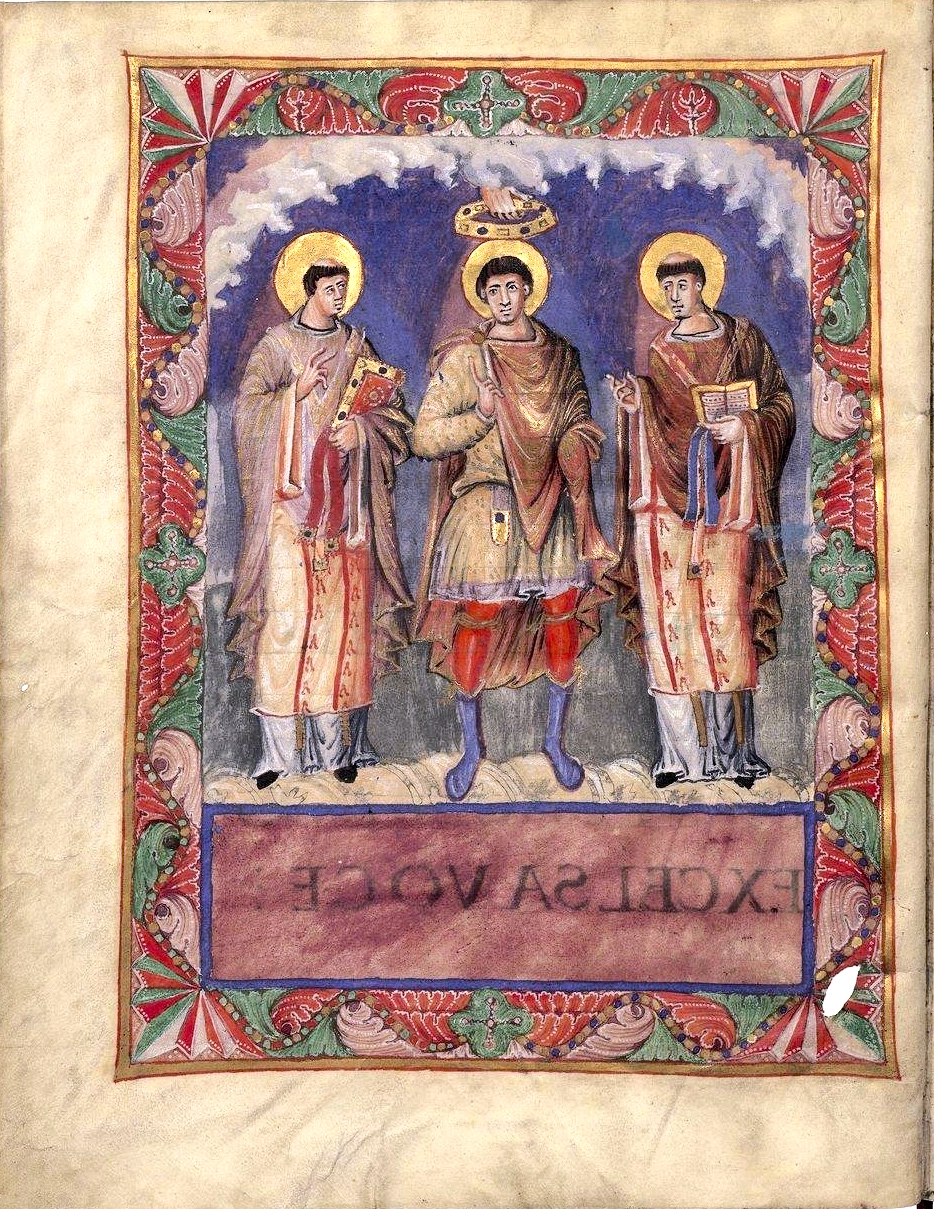
Carlos el Calvo con los papas Gelasio y Gregorio I en el Sacramentario de Carlos el Calvo (escuela de la corte de Carlos el Calvo, alrededor de 870)

Tras la división del Imperio franco en el Tratado de Verdún en el año 843, la iluminación de libros carolingios alcanzó su mayor florecimiento en el círculo del ahora rey franco occidental Carlos el Calvo (reinado entre 840 y 877, emperador entre 875 y 877). El director de la escuela de la corte de Carlomagno, a veces denominada escuela de Corbie por la importancia de la abadía de Corbie para el arte del libro de la época; fue Juan Escoto Erígena, quien, como teórico del arte, formuló la concepción estética de toda la Edad Media de manera que marcó tendencia. El monasterio de Tours asumió un papel destacado en la iluminación de libros bajo los abades Adelardo (834-843), senescal de Luis el Piadoso, y Vivian (844-851). A partir del año 840, aproximadamente, se produjeron enormes biblias completas ilustradas destinadas, entre otras cosas, a las fundaciones de nuevos monasterios, como la Biblia de Moutier-Grandval, hacia el año 840, y la Biblia de Vivian, en el año 846. Tras el tratado de paz de Carlomagno con su hermano en el año 849, el monasterio también estuvo en estrecho contacto con el emperador Lotario I. Con el Evangelario de Lothar, la Escuela de Tours alcanzó su cima artística. El taller de Tours estaba bajo la influencia directa y fuerte de la Escuela de Reims. El scriptorium de Tours fue el único de todo el periodo carolingio que siguió siendo productivo durante varias generaciones, pero su apogeo terminó abruptamente con su destrucción por los normandos en 853.
Hasta entonces, Tours había sido la sede de la escuela de la corte de Carlos el Calvo, pero tras la destrucción del monasterio, esta función fue probablemente asumida por Saint-Denis, cerca de París, donde Carlos el Calvo se convirtió en abad laico in commendam en 867. De la época posterior al año 850 datan varios manuscritos especialmente decorados, entre ellos un salterio (posterior al año 869) y un fragmento de sacramentario. Los manuscritos más magníficos son el Codex aureus de San Emmeram que fue iluminado hacia el año 870 por orden de Carlos el Calvo y la Biblia de San Pablo, escrita hacia la misma época en tinta dorada sobre fondo púrpura con 24 miniaturas a toda página y 36 páginas iniciales decoradas.
La escuela de la corte del emperador Lothar tenía probablemente su sede en Aquisgrán. Retomó el estilo de la escuela palaciega de Carlomagno y, al parecer, mantuvo un estrecho contacto con el scriptorium de Reims, como demuestra el Evangeliario de Cleves.

### Iluminación de libros fuera de las escuelas de la corte

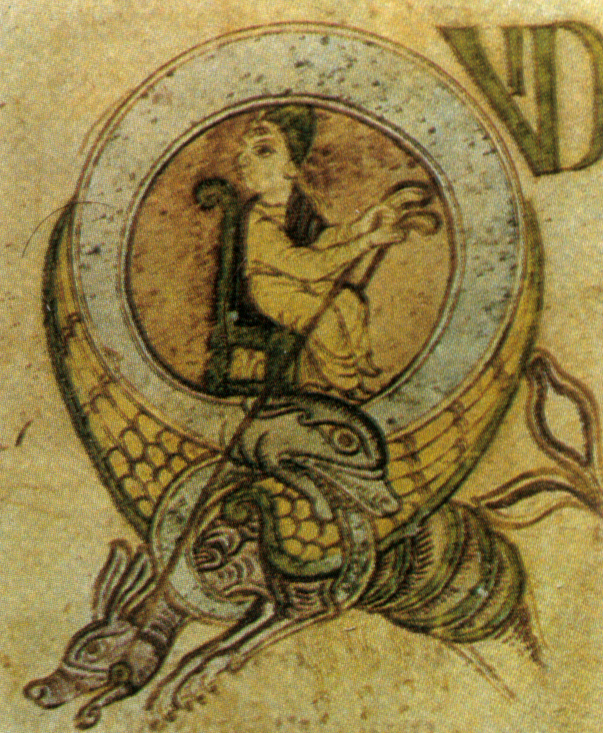
Inicial de un Salterio de Corbie (alrededor del año 800).

Aunque las ilustraciones de libros más importantes se crearon en las cortes carolingias o en abadías y residencias episcopales estrechamente relacionadas con la corte, muchos estudios monásticos cultivaron sus propias tradiciones. En parte, se vieron influenciados por la iluminación de los libros insulares o continuaron el estilo merovingio. En algunos casos hubo logros independientes. El arte del libro del monasterio de Corbie ya había desempeñado un papel importante en la iluminación de libros en la época merovingia, y la escritura del monasterio se considera la base de la minúscula carolingia. Destaca un salterio de Corbie (c. 800), cuyas iniciales figuradas no pueden asociarse ni a la iluminación de libros carolingios ni a la insular, y que apunta a la iluminación de libros románicos. El Salterio de Montpellier, ricamente decorado y probablemente destinado a un miembro de la familia ducal bávara, se elaboró en el monasterio de Mondsee ya en el año 788.
Un caso especial son las biblias y evangeliarios escritos en el primer cuarto del siglo IX bajo el obispo Teodulfo en Orleans. Junto con Alcuino, Teodulfo fue el principal teólogo de la corte de Carlomagno y probablemente el autor de los Libri Carolini. Aún más que Alcuino, era crítico con las imágenes y por eso, aunque los códices de su scriptorium son manuscritos púrpura de diseño fastuoso escritos con tinta de oro y plata, su decoración pictórica se limita a las sacras. Un evangeliario de la abadía de Fleury, que pertenecía a la diócesis de Orleans, también contiene una sola miniatura con los símbolos de los evangelistas, además de 15 sacras.
La escuela de pintura de Fulda fue, al parecer, una de las pocas en la sucesión de la escuela de la corte de Aquisgrán. Esta dependencia queda patente en el Evangeliario de Fulda, en Wurzburgo, de mediados del siglo IX. Sin embargo, también tomó prestados modelos griegos; por ejemplo, la figura nimbada de Luis el Piadoso en una copia del de laudibus sanctae crucis de Rabanus Maurus está completamente entrelazada con el texto como poema ilustrado y, por tanto, hace referencia a las representaciones de Constantino el Grande. Rabano Mauro, alumno de Alcuino, fue abad del monasterio de Fulda hasta el año 842.

### La transición al arte otoniano

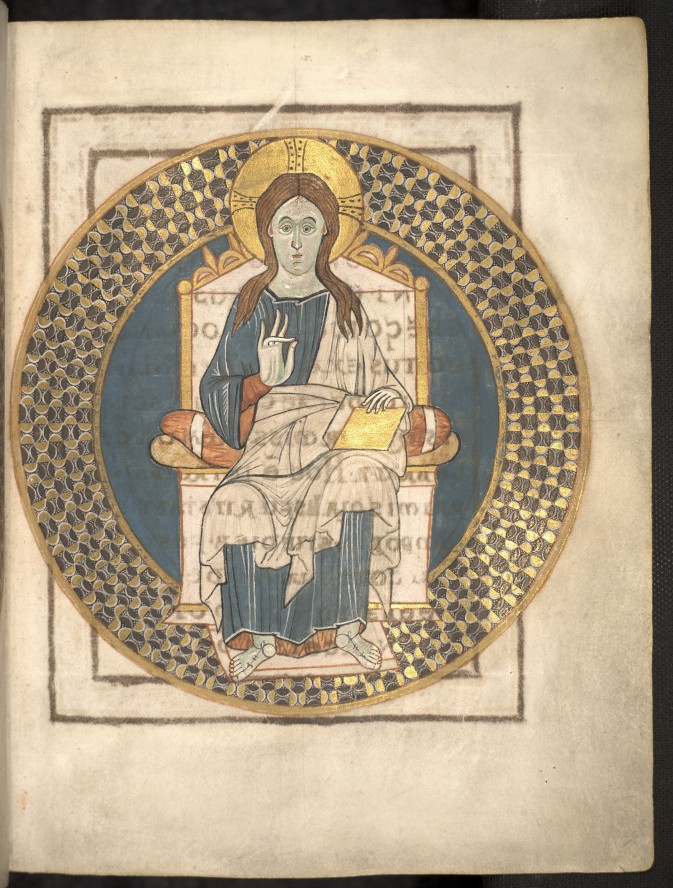
Las Maiestas Domini Sacramentario de Petershausen (Reichenau c. 970) es una copia de la del Evangeliario de Lorsch.

Tras la muerte de Carlos el Calvo en el año 877, comenzó un periodo estéril de unos cien años para las artes visuales. Sólo en los monasterios se mantuvo la iluminación de libros - en la mayoría de los casos a un nivel comparativamente modesto - y las cortes de los gobernantes carolingios dejaron de desempeñar un papel. Con el cambio en el equilibrio de poder, los monasterios francos orientales adquirieron cada vez más importancia. Especialmente el estilo inicial del monasterio de San Galo, así como las iluminaciones de los monasterios de Fulda y Corvey asumieron un papel mediador para la iluminación de libros otomanos. Otros centros monásticos del Imperio franco oriental fueron los scriptoria de Lorsch, Ratisbona, Wurzburgo, Mondsee, Reichenau, Maguncia y Salzburgo. Especialmente los monasterios cercanos a los Alpes mantenían un estrecho intercambio artístico con la Alta Italia.
En lo que hoy es el norte de Francia, se había desarrollado la escuela franco-sajona (que significa: franco-anglosajona), cada vez más desde la segunda mitad del siglo IX, cuya decoración de libros se limitó en gran medida a la ornamentación y volvió a la iluminación insular de libros. El monasterio de Staint-Amand desempeñó un papel pionero, destacándose también las abadías de St. Vaast en Arrás, Saint-Omer y San Bertin. Un ejemplo temprano de este estilo es un Salterio de Saint-Omer escrito para Luis el Germánico en el segundo cuarto del siglo IX. El manuscrito más importante de la escuela francosajona es la Segunda Biblia de Carlos el Calvo, escrita entre 871 y 873 en el monasterio de Saint-Amand.
No fue hasta alrededor del año 970 cuando se inició un nuevo estilo de iluminación de libros, completamente diferente, bajo los nuevos auspicios de la ahora dinastía sajona. El arte otoniano también se denomina "Renacimiento otoniano" por analogía con el arte carolingio pero apenas se inspiró directamente en modelos antiguos. Más bien, influenciado por el arte bizantino, se remitía a la iluminación de libros carolingios. La iluminación de libros otonianos desarrolló un lenguaje formal propio y homogéneo pero comenzó con adaptaciones de obras carolingias. Así, la Maiestas Domini del Evangeliario de Lorsch fue copiada exactamente, aunque de forma reducida, en el Sacramentario de Petershausen y en el Códice Gero del Reichenau a finales del siglo X.